# Tourisme en Sardaigne

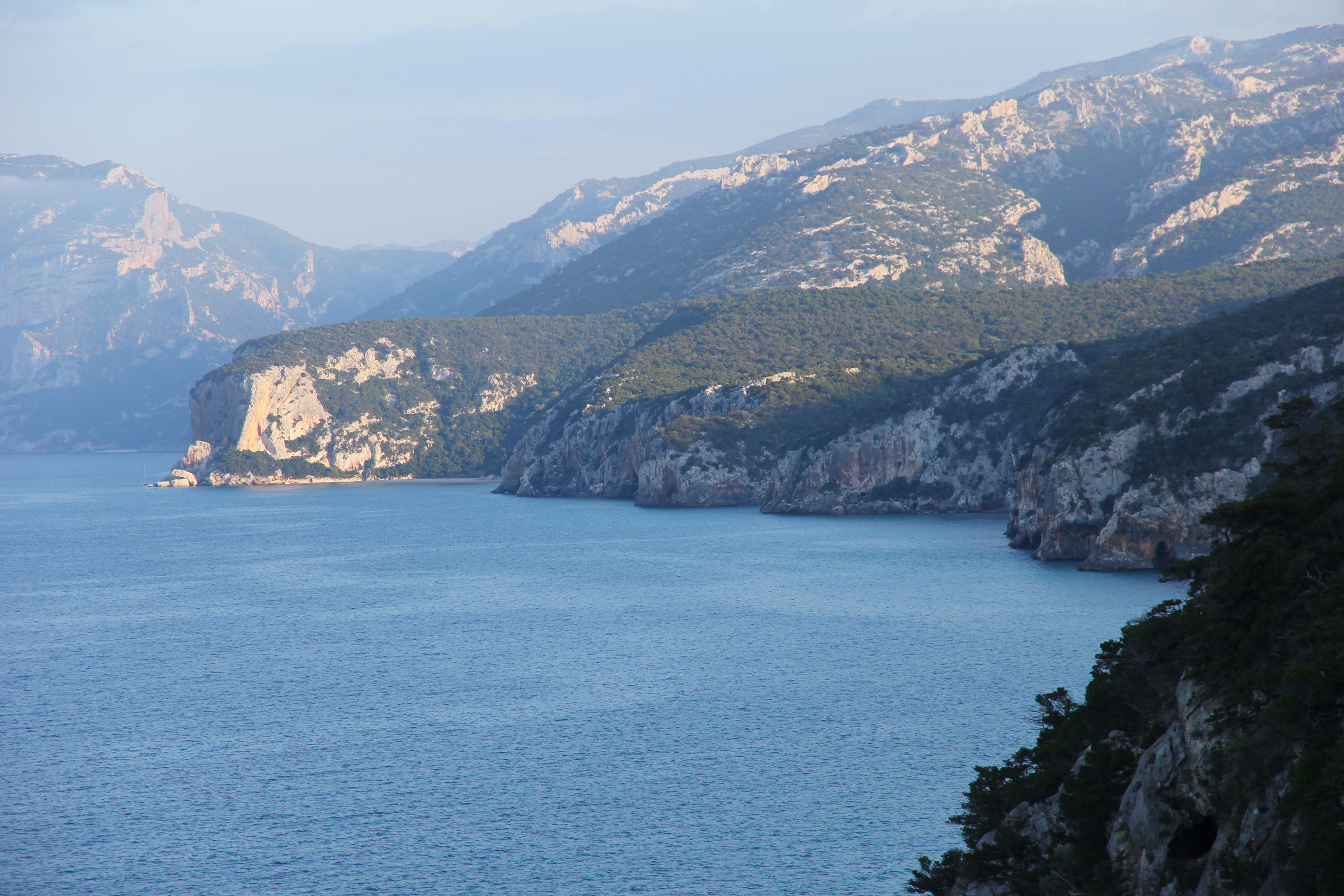
La côte montagneuse de l'Est de la Sardaigne.

Le tourisme en Sardaigne émerge timidement vers la fin du XIXe siècle en interne, puis l'île s'ouvre peu à peu aux passagers venus de l'étranger grâce aux liaisons maritimes avec le continent.
Le secteur touristique croît dans les années 1960, quand est fondé le Consortium Costa Smeralda par le Prince Karim Aga Khan IV, qui transforme la côte dite des "Monti di Mola" en une zone de villégiature de luxe.

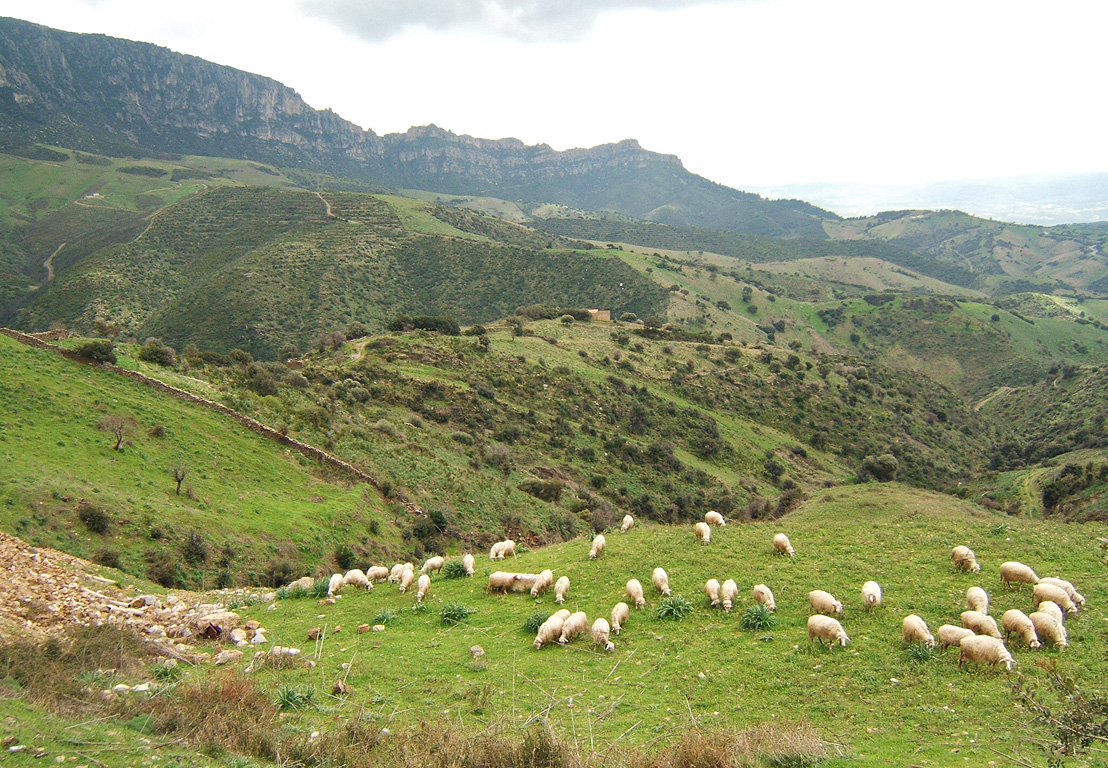
La Transhumance en Sardaigne est suivie par les randonneurs, à Lula, en Montagne, dans la Province de Nuoro

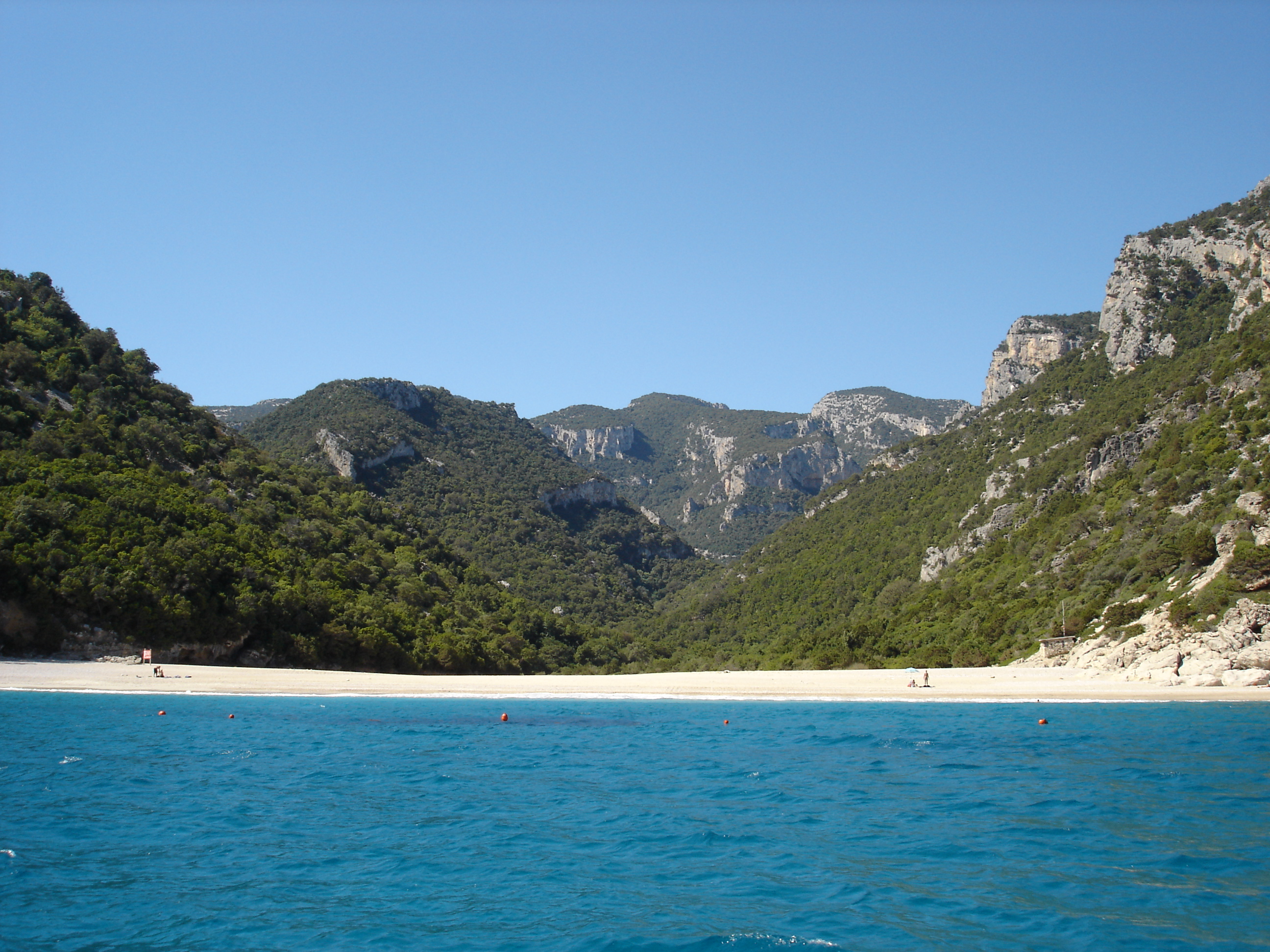
Plage de Cala Sisine, sur la côte orientale de l'Ogliastra

Durant la seconde moitié du XXe siècle le secteur se diversifie fortement pour ne pas se « résumer à un chapelet de criques paradisiaques » et met en valeur le potentiel de randonnée en Sardaigne. Sous la présidence de Renato Soru, un effort environnemental vise à empêcher toute nouvelle construction sur les côtes, pour mettre en valeur la richesse paysagère de l'île,, et la protéger à temps de la pollution dont souffre ailleurs la Méditerranée : sur les 29 bassins versants d'eau douce, 20 sont "sérieusement affectés" par les engrais azotés, phosphatés, ou nitratés, qui asphyxient l'eau par les algues, comme  à Malte et Chypre, le dessalement assurant la moitié de l'eau douce à Malte. De nombreuses alternatives au tourisme de masse voient alors le jour en Sardaigne: agrotourisme, écotourisme, découverte du patrimoine archéologique insulaire, tourisme durable autour de la transhumance. De nombreux musées sont « disséminés sur l’ensemble de l’île », qui rouvrent vers 16h30 voire 18h dont des musées ethnographiques, le plus important étant à Cagliari, mais aussi beaucoup de sites qualifiés de « musée à ciel ouvert ». Parmi les nombreuses criques de sable fin au bord de « flots turquoise », Cala Goloritzé, sur la commune de Baunei au sud du golfe d'Orosei (it), dans la province de Nuoro, est une des rares plages classée au Patrimoine mondial de l'Unesco,, dominée de falaises de 500 m de haut et proche de Cala Luna, "étendue de sable blanc", elle aussi encadrée de falaises et bordée de grottes.
Le Selvaggio Blu, équivalent sarde plus du GR 20 corse, par les chemins muletiers sur environ sept jours, de Cala Sisine à Pedra Longa, longeant un littoral piqueté de lavande, thym, myrte, chênes et genévriers, peut se décliner en excursions d’un jour. Un autre équivalent du GR 20 corse est le sentier sarde tracé au début du XXIe siècle.
Selon une étude publiée en 2016 , le tourisme représentait environ 7% du PIB régional sarde annuel. En 2018, environ 3,3 millions de voyageurs se sont rendus sur l'île, 5,9% de plus que l'année précédente, dont 17% de français,.
Un ancien sentier traversant l'île du nord au sud a été « progressivement remis en état et balisé ». Huit jeunes ont créé le site internet "Vas'entiero", une des variantes de la randonnée en Sardaigne, sur lequel sont répertoriés « parcours, étapes, hébergements et curiosités », permettant la découverte des fromages, plantes et baies du patrimoine local et la gastronomie comme les culurgionis, les traditionnels raviolis sardes, ou son insertion dans le patrimoine comme à la coopérative viticole de Jerzu qui, dans sa salle d’exposition, assure la promotion d’artistes comme Maria Lai, figure locale de l’art contemporain. Pour venir en Sardaigne, on peut arriver en train jusqu’à Toulon, Barcelone (Espagne) ou Livourne (Italie), puis prendre le bateau jusqu’à Porto Torres, dans le nord de la Sardaigne. »n.

## Le tourisme, un secteur prometteur
Comme en Corse, l'histoire de l'île a fait que « les centres habités donnant directement sur la mer sont peu nombreux ». « Peu concernés par les activités maritimes  », les principaux villages leur « tournaient pratiquement le dos » car les intérêts des bergers prévalaient un peu partout. Dans un premier temps, le « modèle touristique qui s'est le plus imposé est essentiellement le modèle côtier », notamment s les côtes « fréquentées par le tourisme familial ». 

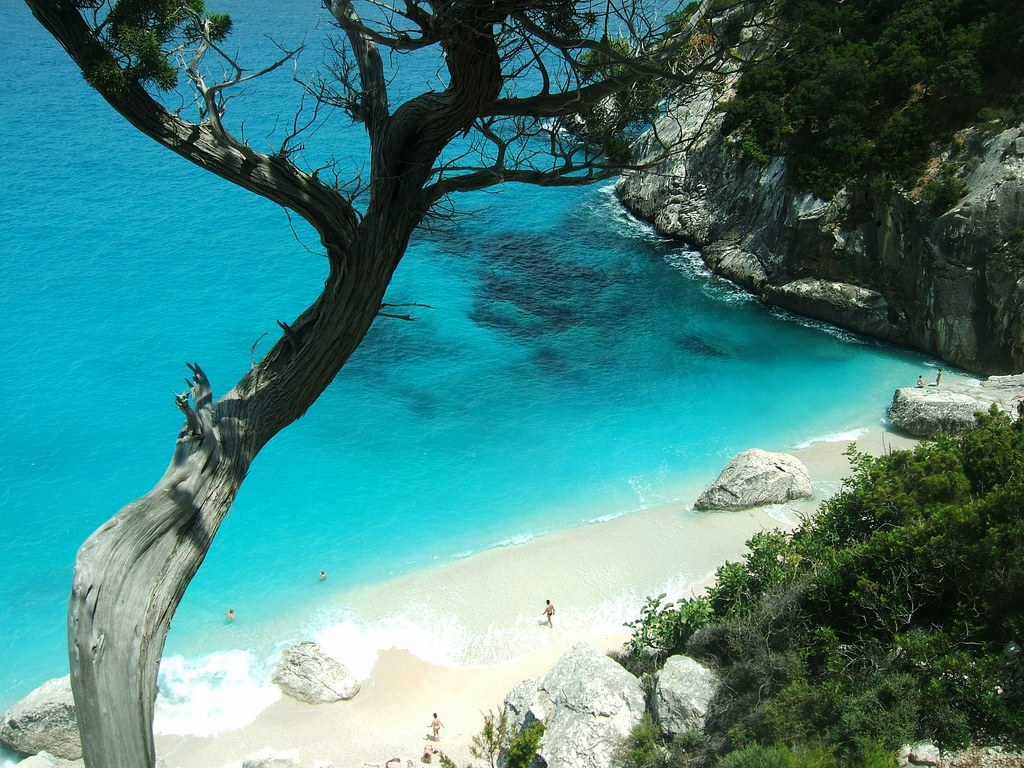
La plage de la Cala Goloritzé.

### Les débuts dans les années 1950
Dès 1952 en Sardaigne, l'État pilote l'essor du tourisme pour pallier les emplois disparus dans l'armée. Dans plusieurs pays, la communication balnéaire s'érotise, comme à Deauville en 1956, où une blonde en bikini, pomme à la main, symbolise « l'Eve tentatrice ». De 1953 à 1963, l'appétit pour les plages fait réciproquement décupler et sextupler le nombre de visiteurs étrangers en Italie et en Espagne, où le nombre d'hôtels triple, notamment dans les villages côtiers « phénomènes » de Torremolinos, célèbre depuis le tournage du Désir et l'Amour en 1951 puis du Bijoutier au clair de lune avec Brigitte Bardot , et Benidorm, où dix hôtels émergent entre 1955 et 1960. Dès 1952, son maire autorise le Bikini alors que Franco l'interdit ailleurs Espagne,,. Celui de Marbella le suit,. La plage devient « un lieu de loisirs destinés aux femmes ». La Sardaigne est cependant épargnée par les constructions. Un Camping Universitaire National s'installe ainsi en 1952 à Caprera, suivi en 1955 par un des premiers Villages magiques de toile, ancêtres du Club Med, créés pour les lectrices du magazine Elle, où la directrice Hélène Lazareff permet à Simone de Beauvoir, Françoise Sagan et Marguerite Duras de défendre « leurs idées » nouvelles.
D'autres journaux, s'enthousiasment pour ce camping sarde, car le tournage du Village magique défraie la chronique depuis 1953 dans le premier, ouvert à Cefalù en 1950, faisant le succès du photographe local Angelo Varzi , et du documentariste Vittorio De Seta,,. C'est aussi l'écrin de deux nouvelles stars, Robert Lamoureux et l'italienne Lucia Bosé, modèle de sa cadette Gina Lollobrigida, avec ses « formes atomiqes », qu'elle vient de remplacer, au pied levé, dans La Dame sans camélia.
Le curé du village dénonce les baignades en bikini de cette clientèle féminine  à côté de la maison-musée nationale de Giuseppe Garibaldi, mais l'Office de tourisme provincial veille : dès le début, la volonté politique est d'ancrer ce tourisme dans le patrimoine naturel, culturel, humain et historique, en préférant hôtels et campings aux résidences secondaires, pour privilégier l'emploi. Sicile, Calabre, et Sardaigne bénéficient d'aménagements routiers prioritaires, via la loi de septembre 1958, qui réserve une part considérable au tourisme,.
Autre appât, les grottes sous-marines d'Alghero, ancien village nuragique qui fut occupé par les Carthaginois puis les romains, où on aménage un chemin dans la falaise, allant de la plage de Bosa au port. Sur la côte est, San Teodoro, se fait connaitre en Allemagne et en Suisse. Mais après l'aménagement d'une autre grotte, Bue Marino, éclipsant le phoque marin, la Sardaigne prend vite conscience des enjeux environnementaux.

### L'évolution des années 1960
Arzachena, Budoni, Loiri, et San Teresa di Gallura, qui a accueilli des communautés hippies dont quelques français célèbres, hébergent aussi de nombreux résidents étrangers. Les plages d’eaux turquoise de l'archipel de la Maddalena, futur Parc national de l'archipel de La Maddalena, se font connaitre dans les années 1960 et plus encore à partir de 1970,, quand des groupes de hippies attirés par l’ambiance  silencieuse et le paysage, prennent l'habitude de se retrouver dans Vallée de la Lune de Santa Teresa Gallura, crique d'environ 500 m, creusée dans les rochers de granit rose et blanc sur le Capo Testa, un ex-refuge de  contrebandiers et de fugitifs au nord de l'île, où une source d'eau douce jaillit d'entre les roches et qui accueille depuis des concerts.

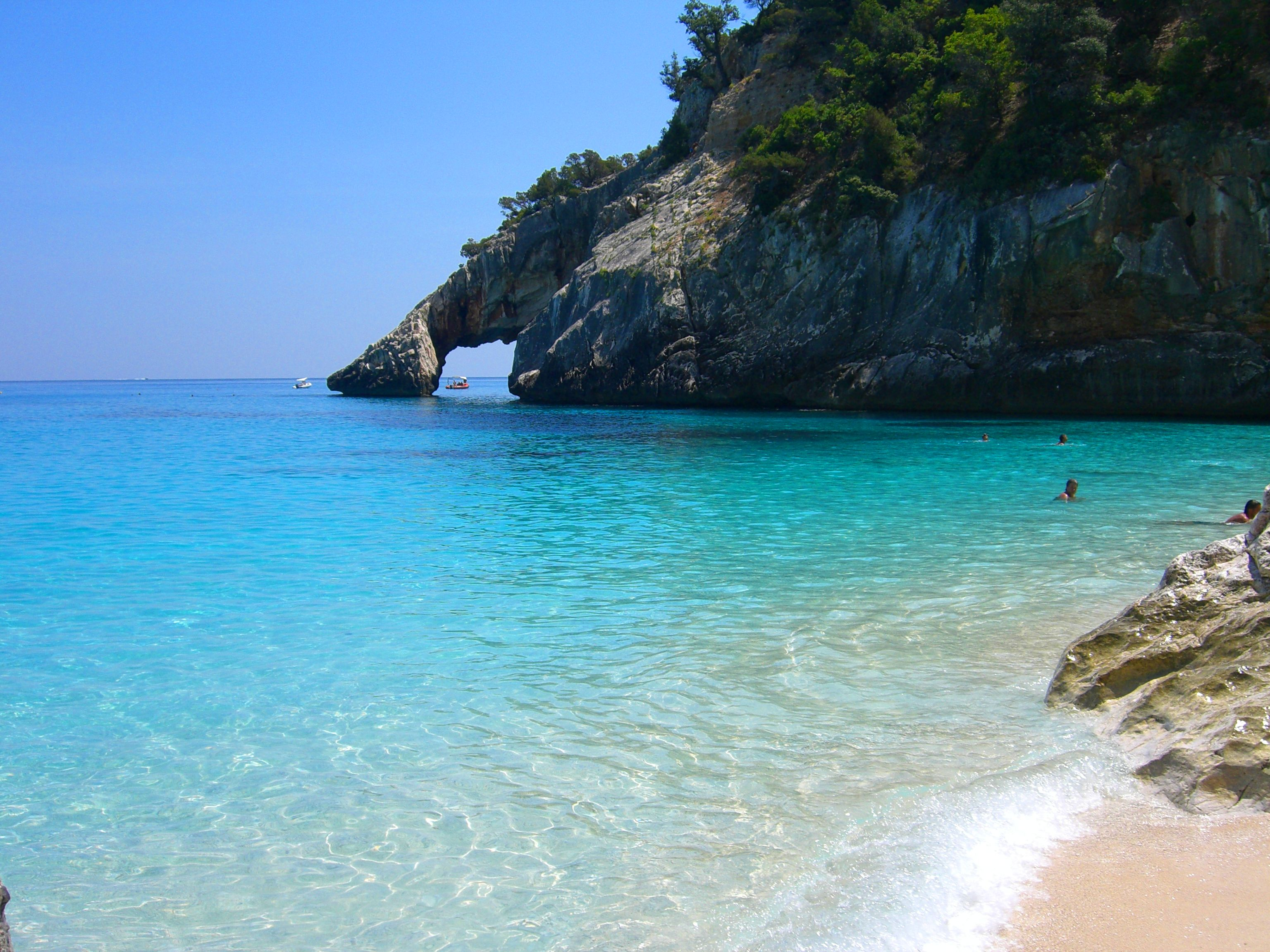
L'arche naturelle de Goloritzé

Simple étape du développement touristique, l'aménagement de 55 km de côte au nord-est de l'île en paradis de loisir pour clients fortunés est présenté comme "pionnier" et lancé en 1962 par l'Aga Khan,. Il donne son nom à la "Plage del Principe", a eu pour résultat en vingt ans la création de milliers d'emplois directs et indirects parmi lesquels des métiers encore peu répandus, dans l'hôtellerie-restauration et les bars-dancings. « Mais les résultats sont restés en de des prévisions » par la suite. Malgré d'autres métiers nouveaux (interprète, agent immobilier), l'urbanisation du littoral est restée lente et modeste. La Sardaigne a échappé aux « entassements hypertrophiés ». Alors que la Province de l'Emilie-Romagne, sur 100 km de côte, rassemble 644 000 lits, la Sardaigne en a huit fois moins, soit 82 000 lits, pour un littoral de 800 km, soit huit fois plus étendu. Fin 1987, seulement 55 % des sardes vivaient dans les communes côtières, à peine plus que les 48% de 1961, soit un quart de siècle d'exode rural très relatif. Certaines activités (construction, services, accueil, transports, animation), ont surtout entrainé un mouvement saisonnier de main d'œuvre et la population sarde reste dominante au sein du peuplement côtier, même si une composante italienne non sarde, s'est encore ajoutée dans les années 1980 via la présence de Lombards, ou d'autres habitants du nord de l'Italie. 

### Le tournant des années 1980-1990
Jusqu'à la fin des années 1980, le développement de ressources alternatives (agro-tourisme, parcs, archéologie, etc.) n'avait pas été effectué, l'investissement hôtelier ayant prévalu, bien que beaucoup plus prudent qu'ailleurs en Italie. De 1976 à 1988, les nuitées ont augmenté de 118 %, avec aussi une augmentation du nombre des touristes en zones non équipées, pour y faire du «camping sauvage».

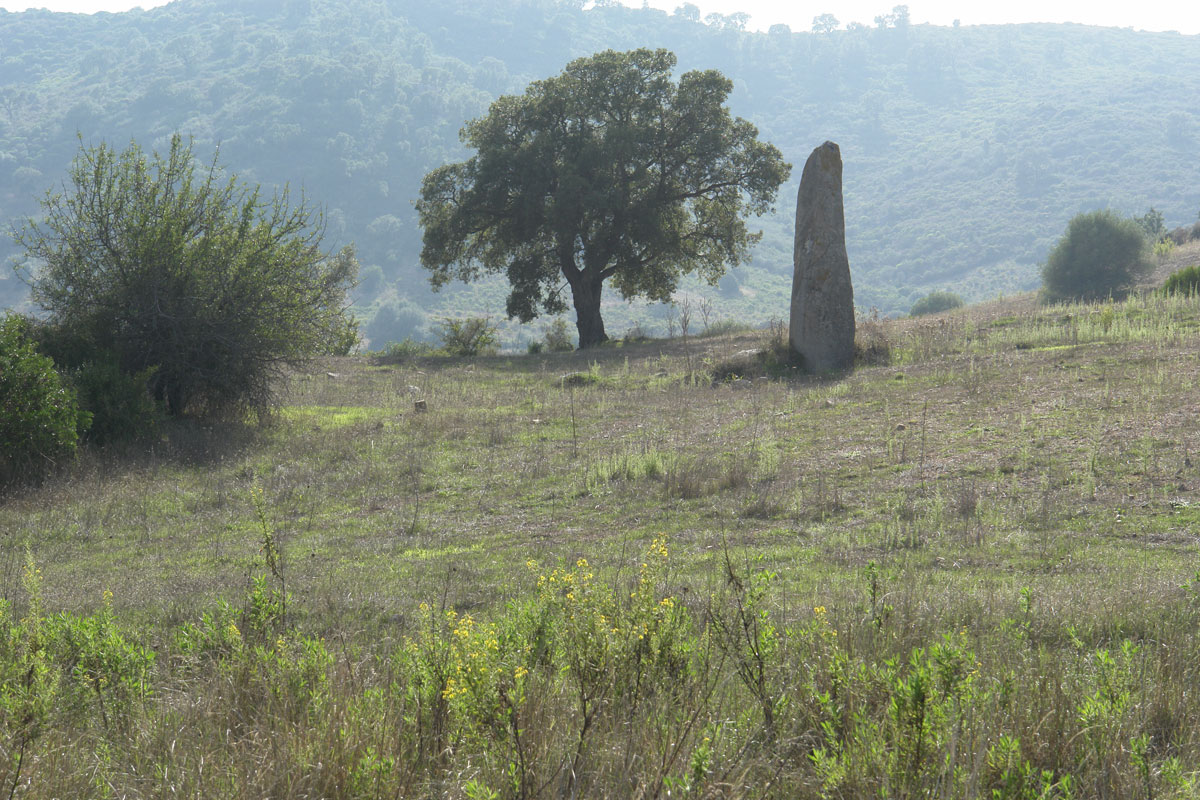
Le menhir de Tortolì

En s'adaptant à des demandes plus tournées vers le patrimoine et la nature, le tourisme en Sardaigne a progressé plus rapidement que dans le reste de l'Italie, malgré l'insuffisance des moyens de transport disponibles l'été, à l'époque du monopole de la société de navigation Tirrenia et des Chemins de fer d'État italiens, tous deux publics, par la suite concurrencés par des compagnies de navigation privées, italiennes et étrangères, avec le développement du port de Arbatax, près de la ville de Tortoli, dans l'Ogliastra, relié à Civitavecchia par une ligne hebdomadaire, tandis que la compagnie aérienne Alisarda renforçait ensuite sa flotte de navires. 

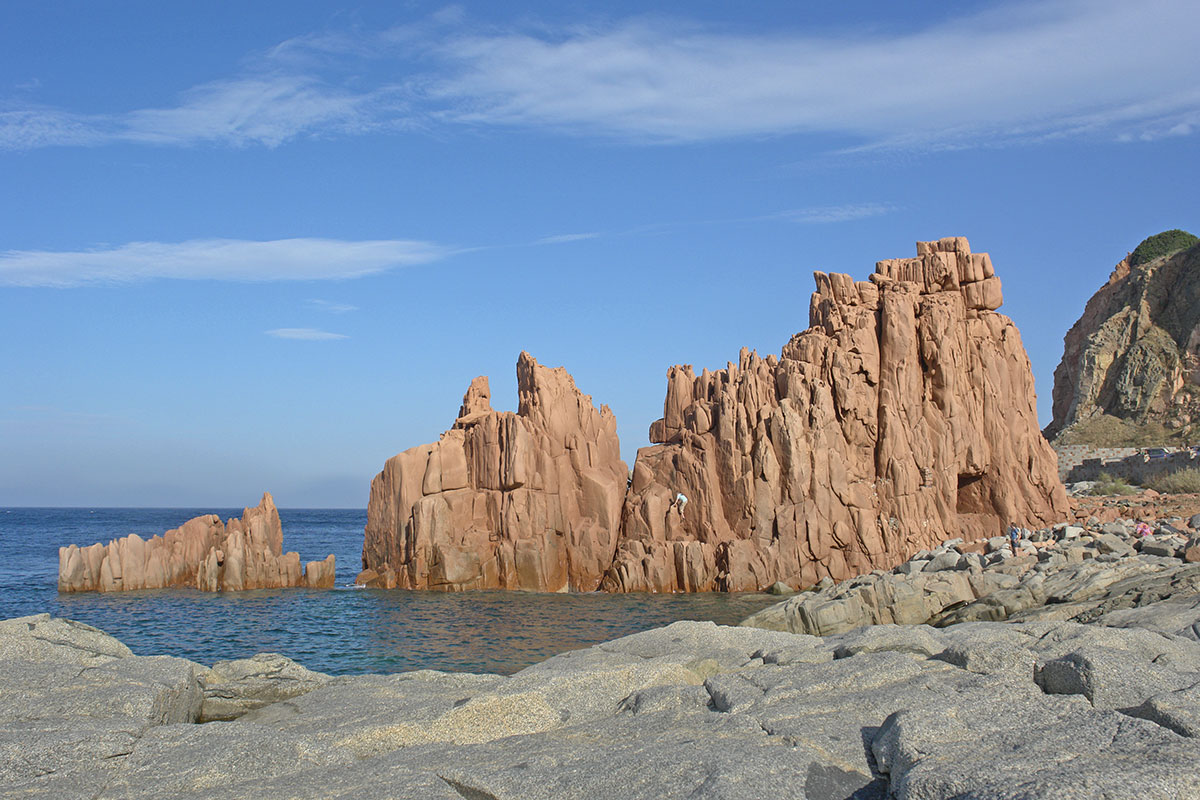
La plage Rocce Rosse, dans la région orientale de l'Ogliastra

### L'évolution des années 2000
À la suite de la crise économique de 2008, la Sardaigne voit sa fréquentation touristique baisser. La présence des touristes étrangers, qui se maintient, ne permet pas de combler l'effondrement du tourisme italien.
En 2012, le président de la région sarde, Ugo Cappellacci, rencontre le Premier ministre du Qatar, qui souhaite investir un milliard d'euros pour relancer le tourisme en développant notamment les liaisons maritimes et aériennes,,.

### XXIesiècle, le virage du tourisme durable
Pendant que la costa Smeralda du nord de l'île s'affirme dans la jet-set internationale, beaucoup de communes côtières de l'île se dotent, petit à petit, d'installations touristiques. Sur la côte orientale des maisons secondaires fond leurs apparitions, des auberges sont construites, ainsi que des campings et villages touristiques. Par ailleurs, le tourisme plus discret tourné vers la nature, l'histoire, le sport et la gastronomie s'installe plus tranquillement dans les régions rurales.
Un premier pas a lieu quand les universités de Cagliari, de Sassari et de Corte (Haute-Corse) concluent en juin 1989 un accord de coopération, via Interreg, cofinancé par l'Europe et les collectivités. Dans un esprit de « continuité territoriale » combinant les savoir-faire des trois universités, il promeut l'environnement marin, via des produits touristiques nouveaux et des formations dédiées, pour un parc marin international commun aux archipels de la Maddalena et des Lavezzi, zones de tourisme anciennes. Puis en 1995, une conférence euroméditerranéenne réunie à Barcelone insiste sur la nécessité d'« une coopération globale et solidaire » entre les îles méditerranéenne mais sans déboucher non plus.
Lors de leur élection à présidence de la Corse en 2015, les autonomistes contactent le nouveau président sarde, Francesco Pigliaru, du Parti démocrate italien, pour un accord Corse-Sardaigne insistant sur les questions de tourisme durable.
La Région de Sardaigne a vu dans le tourisme un secteur prometteur de l'économie de l'île et arrêté les constructions désordonnées des maisons secondaires, pour préserver l'environnement. Parallèlement, elle favorise le développement de structures hôtelières, renforce les relations productives avec le secteur agro-alimentaire et veille au tissu social de toutes les zones de l'Île, pas seulement des côtes. En effet, l'intérieur des terres sardes, où les villages sont restés peuplés, a un riche patrimoine historico-culturel, parfois très ancien.
Les autorités de Sardaigne, dont l'assemblée régionale peut légiférer en matière d'agriculture, d'aménagement urbain, de tourisme et de sécurité, sont très vigilantes sur le respect de l'environnement. En 2019, la douane a saisi en Sardaigne 40 kilos de sable, cachés dans le coffre, par un couple de Français car le « le sable blanc de Sardaigne est considéré comme d'utilité publique », tout comme les coquillages ou les pierres, ce que les panneaux « rappellent sur les plages ». Il existe depuis 2021 un  Festival du tourisme responsable Itaca dans la région de l'Ogliastra.

### De la mer aux nuraghes

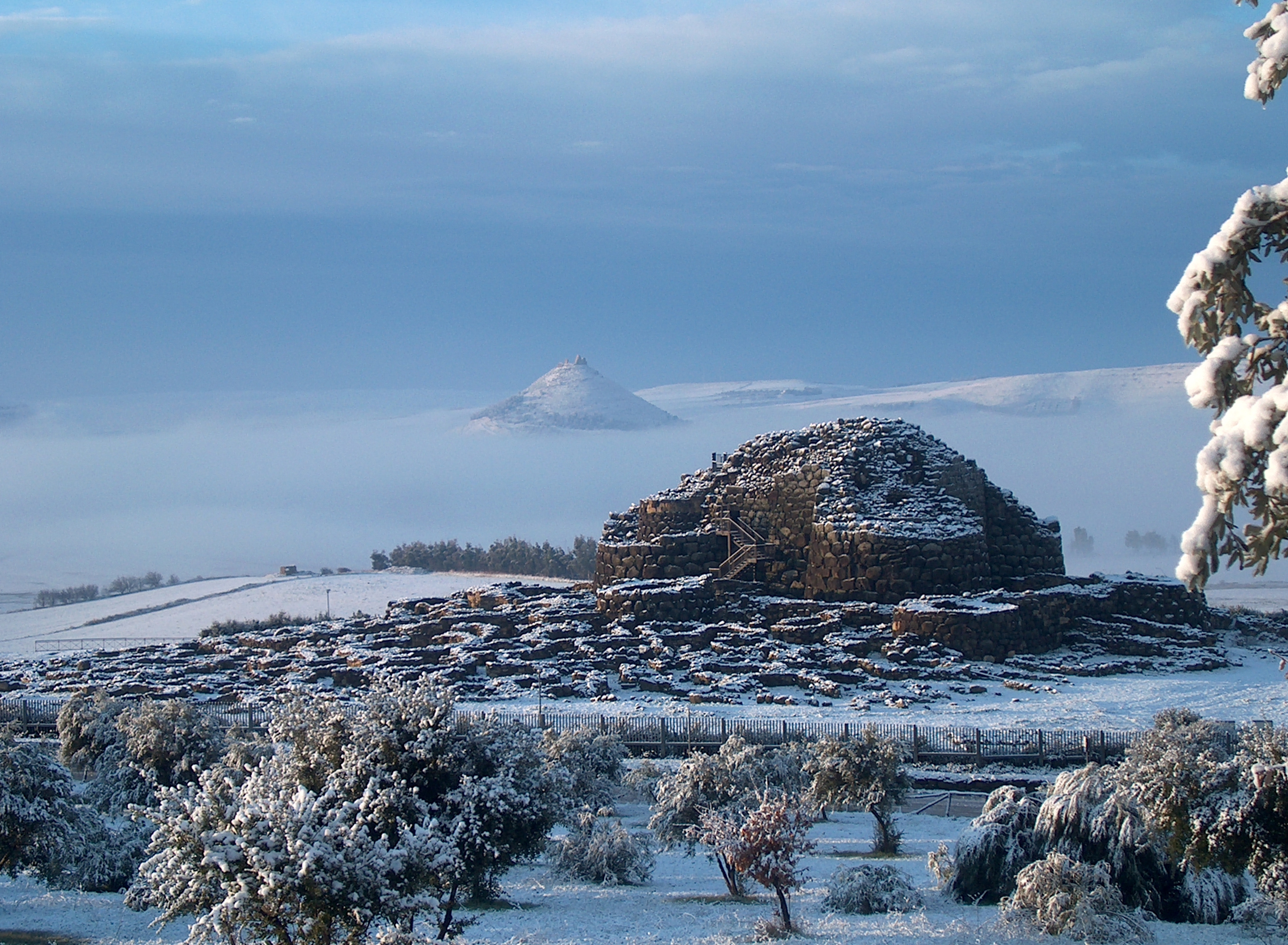
Su Nuraxi, Barumini

Lentement le tourisme se diversifie, les Sardes proposant aux vacanciers une offre diversifiée, enrichie par l'archéologie, l'histoire, l'art, et surtout toutes les activités en contact avec la nature.
Se développent les activités équestres, de randonnée, d'excursion, d'observation et étude des oiseaux, de voile, d'agro-tourisme, et autres nouvelles découvertes touristiques, via les circuits de randonnée sardes.
La Sardaigne permet en randonnant, au bord de la Mer mais surtout dans les terres, de découvrir les quelque 20 000 nuraghe, ces tours rondes en forme de cône tronqué, parfois vieilles de plus de 3 000 ans. Certaines constituant des forteresses entourées de villages, en plein maquis, comme les sites archéologiques de Su Tempiesu et du complexe nuragique de Su Romanzesu, du côté de Bitti, où les sources d’eau claire jaillissent spontanément de la montagne au milieu d'un paysage druidique, ou encore au sanctuaire nuragique de Santa Vittoria, près de Serri, ainsi qu'aux Géants de Mont-Prama, dans la province d'Oristano. Biru e’ Concas, « sorte de Stonehenge local », site mégalithique le plus important de la Méditerranée, compte plus de 200 menhirs, dominés par un nuraghe.
Une grande richesse de vestiges archéologiques a été exhumée sur le site du Parc archéologique de Seleni, appelé aussi "parc de la Forêt de Seleni", perché au milieu de chênes verts et de rouvres, à 978 mètres d'altitude, surplombant la mer et le village de Lanusei. Son complexe nuragique s'étend autour du nuraghe Gennacili et comprend environ 200 huttes, mais aussi fortifications et zones funéraires, ainsi que trois puits sacrés et deux tombes de géants en blocs de granit taillés.

## Les zones inhabitées: montagnes, forêts, lagunes et longues plages

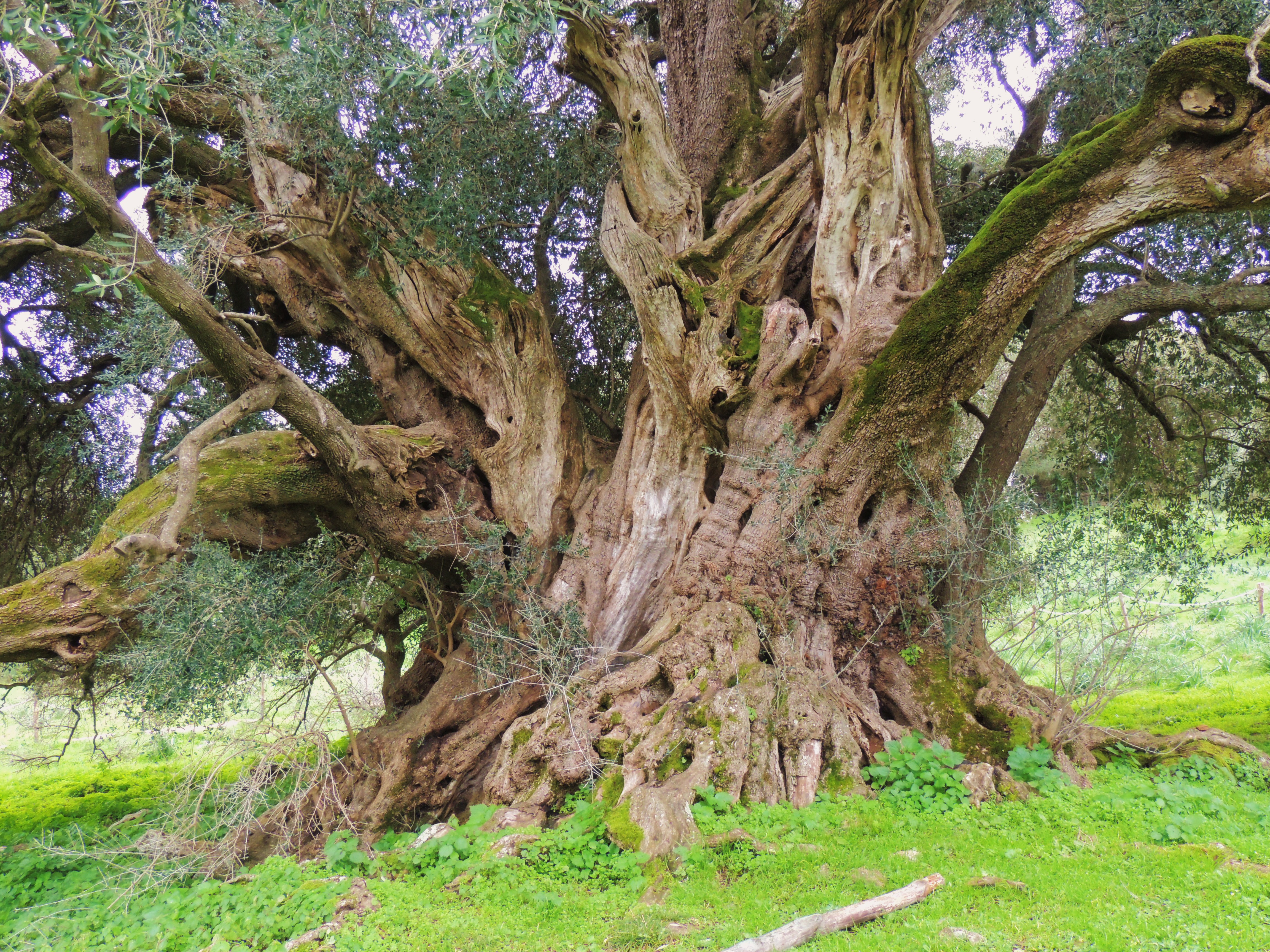
Les botanistes estiment l'âge de S'ozzastru à plus de 3000 ans

La variété des écosystèmes sardes en fait un microcontinent constitué d'une alternance de paysages montagneux et de forêts, de  zones complètement inhabitées, de lagunes, de très longues plages sablonneuses et de falaises surplombant la mer. La faune et la flore comptent de nombreuses curiosités. Au-dessus du Lac Liscia, l'oléastre' S'ozzastru, plus ancien arbre d’Europe, a une circonférence de 12 mètres pour 8 mètres de haut et les botanistes estiment son âge à plus de 3 000 ans,. À côté de lui, un autre arbre est âgé de 2 000 ans.

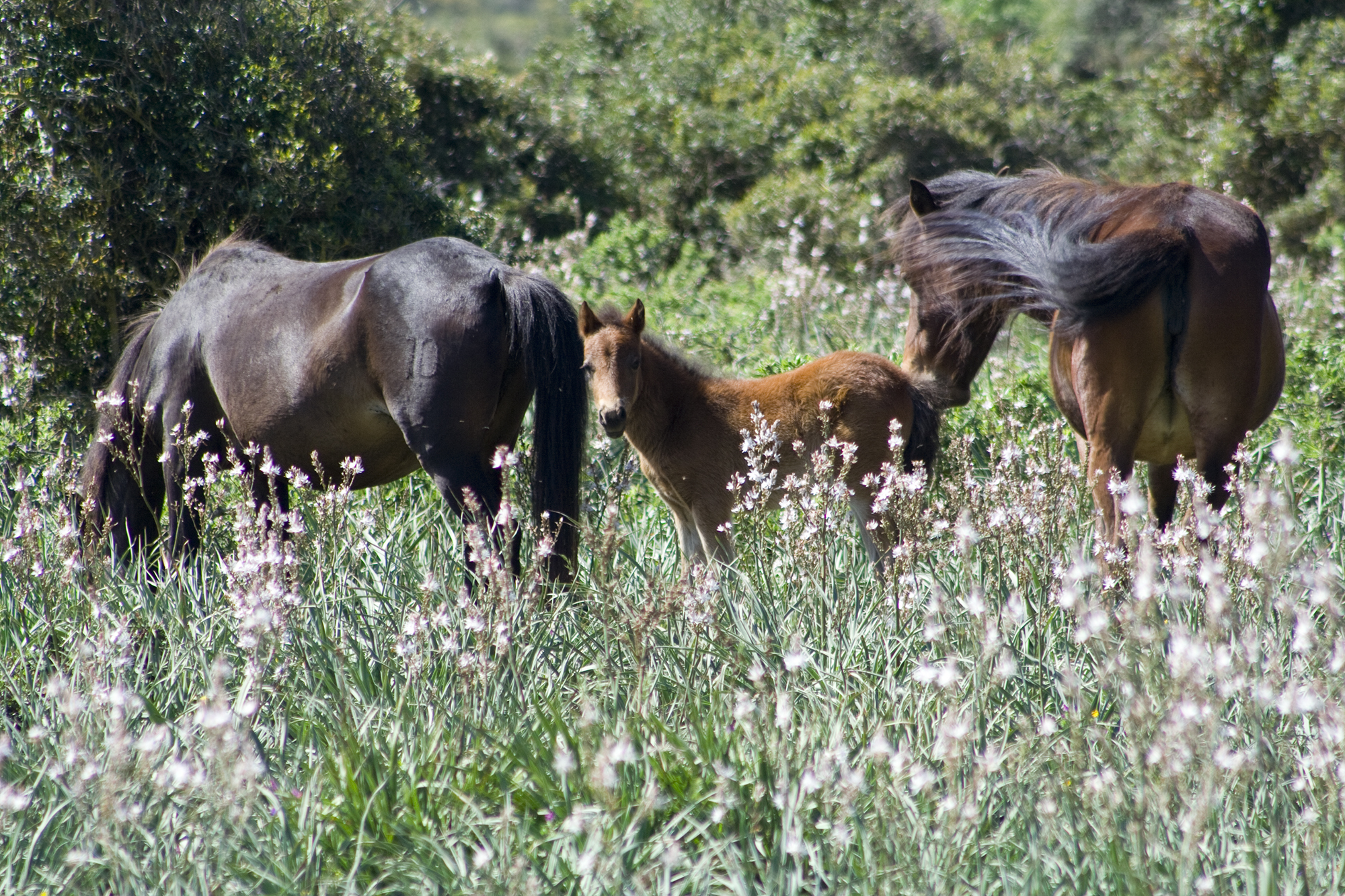
Les chevaux semi-sauvages de la Giara au printemps.

Le plateau volcanique de la Giara, dans le centre-sud de l'île est habitée une espèce de chevaux semi-sauvages qui retient l'attention des visiteurs. Sans doute installé depuis l'Antiquité, c'est un probable reliquat de populations sauvages présentes sur l'île à la fin du Moyen Âge. Au nombre d'environ 500, aux crins très fournis et à la robe sombre, ils sont appelés "Cavallini della Giara" ou nommé aussi Cuaddeddu de sa Jara,. L'Institut d'Accroissement Hippique de la Sardaigne (Istituto di Incremento Ippico della Sardegna) a fondé en 1971 un centre d'élevage et de repeuplement où sont élevés des sujets sélectionnés d'après les critères précis de la race.
Au centre-est de l'île et sous le plateau karstique du Supramonte, les grands espaces de la gorge Gola di Gorropu sont survolés par des aigles royaux et parfois découverts par les randonneurs. Des parois calcaires culminant à 450 m et envahies de végétation sauvage y encadrent le lit de la rivière Flumineddu. Plus loin mais aussi sous les calcaires du Supramonte, les forêts de chênes, d'arbousiers et de genévriers de  la vallée de Lanaittu regorgent de sangliers et de chèvres, non loin de la grotte de Sa Oche, Su Ventu (« le son du vent ») et de celle, plus large, de Tiscali.

## Les sites historiques disséminés dans la nature

### Les20 000 sitesfortifiés de la culture nuragique

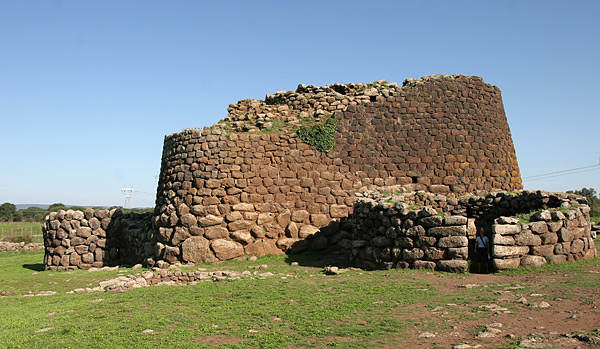
Le nuraghe Losa, près d'Abbasanta.

Les 20 000 sites fortifiés de la culture nuragique sont étudiés de près par les archéologues, notamment les "bronzetti", retrouvées aux quatre coins de l'île, des figurines de bronze de personnages masculins, féminins ou d'animaux, d'une quinzaine de centimètres de haut effectuées suivant la technique de la cire perdue, en particulier à partir du IXe siècle av. J.-C.. On le retrouve exposées au Musée archéologique national de Cagliari mais aussi à la coopérative "La nuova luna", créée en 1997 pour gérer le Parc archéologique situé au dessus de Lanusei, dans l'Ogliastra.
Le plateau volcanique de la Giara abrite, au sein un parc composé de chênes-lièges et de maquis méditerranéen, des monuments archéologiques tels que le célèbre nuraghe de Barumini, également appelé "Su Nuraxi" et déclaré site du patrimoine mondial par l'UNESCO en 1997.
Le nombre des nuraghe, estimé initialement à plusieurs milliers a été réévalué à 20 000
en 2015. Parfois véritable forteresse entourée de maisons, elles servaient à se protéger. Ces symboles sont parfois proches d'autres témoignages du passé, tombes de géants, ou villages de petites maisons sardes. Su Nuraxi, village nuragique le mieux conservé, dans la province du Sud-Sardaigne, est classé au patrimoine mondial établi par l'Unesco en 1996.
À l'extérieur des murs d'enceinte s'étendait un village composé d'une cinquantaine de cabanes, édifiées à plan circulaire au moyen de gros murs en pierre sèche. Le site subit ensuite des destructions à l'époque carthaginoise pour être reconstruit différemment avant la conquête de l'île par les Romains. Il ne fut fouillé qu' — entre 1949 et 1956 — sous la direction de l'archéologue Giovanni Lilliu, ce qui a permis de reconstituer les diverses phases de sa construction ainsi que celles du village mitoyen.

### Les ruines phéniciennes et puniques du littoral
Les ruines archéologiques puniques sont particulièrement dans l'île, située « dans une position centrale le long des routes méditerranéennes ». Dans les années 2010, elle est au cœur de "La Route des Phéniciens", projet pilote du tourisme culturel européen, sélectionné par le Conseil de l’Europe.
Le complexe phénicien de Tharros, dans la péninsule du Sinis, est proche d'une aire marine protégée, dans laquelle se succèdent bras de mer, lagunes, plages de sable blanc et étangs d'eau douce, le tout relié par des dunes, avec le village de San Salvatore, théâtre de nombreux westerns-spaghettis.

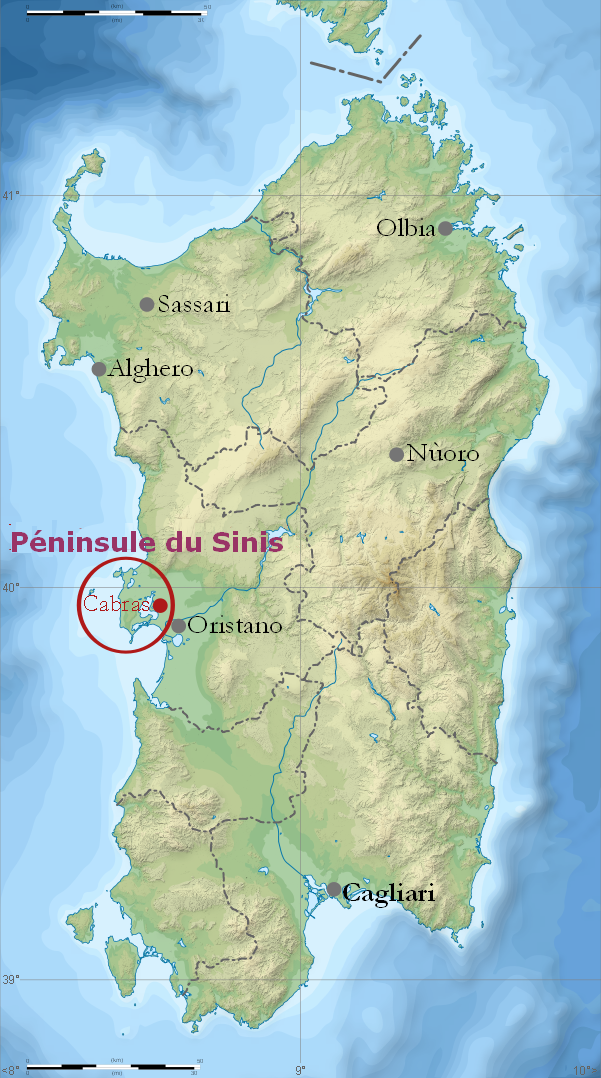
Péninsule du Sinis

Les géants de Mont-Prama (en italien : Giganti di Mont'e Prama), des statues en grès d'origine préhistorique, remontant à la période de la culture nuragique, mesurant entre 2 et 2,5 mètres de haut, ont été exhumées dans la commune de Cabras en 1974 dans cette même péninsule du Sinis.
Le musée archéologique de Cagliari est connu pour l'inscription phénicienne de Nora, appelée aussi "stèle de Nora". Dans la partie méridionale de la Sardaigne, soumise aux assauts de la Méditerranée, des centres nuraghe, sont devenus des escales maritimes phéniciennes, comme la cité punique de Bithia, près de Chia (Italie) et du Cap Carbonara, qui délimite à l'est le golfe de Cagliari, et qui est connu pour le grand nombre de longues plages de sable blanc en pleine nature, près de Cagliari.

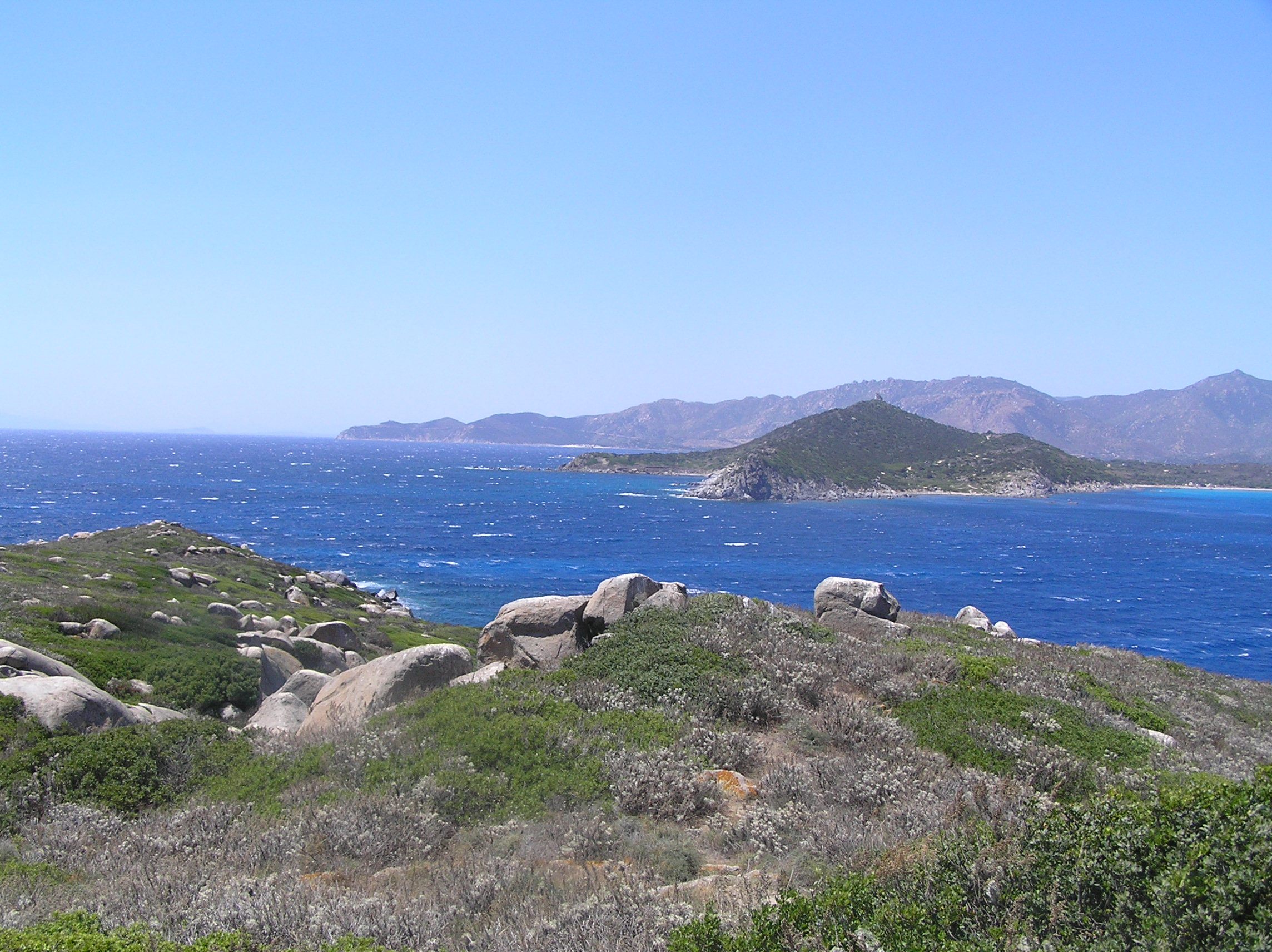
Cap Carbonara, près de Chia vu depuis l'île des Cavoli

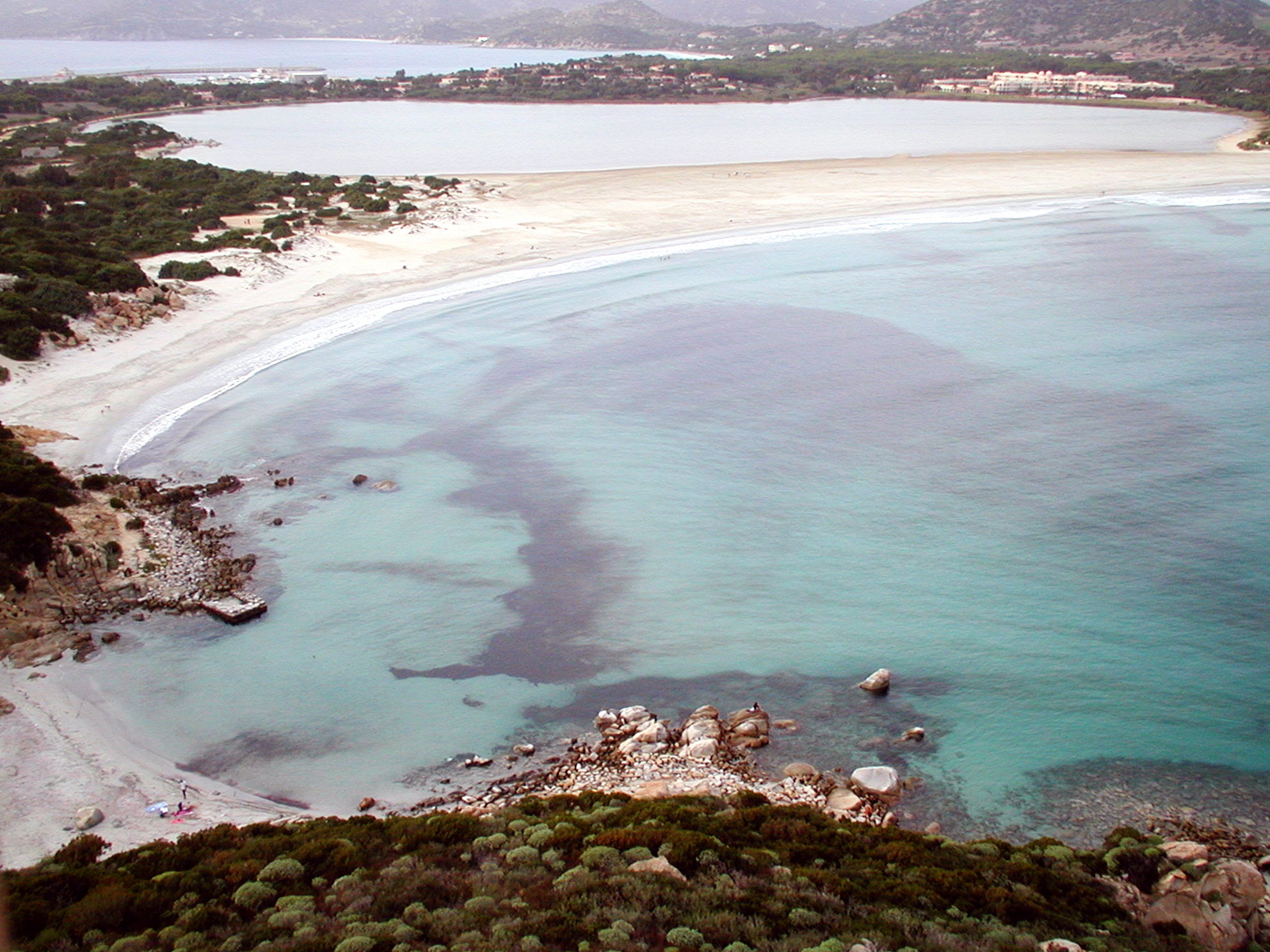
Plages du Cap Carbonara

Au VIIe siècle de notre ère, la population de la cité s'est cachée à l'intérieur des terres afin de se protéger des assauts de pirates venus de la mer. En 1933, de fortes marées, permirent la découverte de ses vestiges, dont deux temples puniques. Non loin, un phare est utilisé comme  maison d'hôtes pour les touristes intéressés par les plages et l'archéologie.

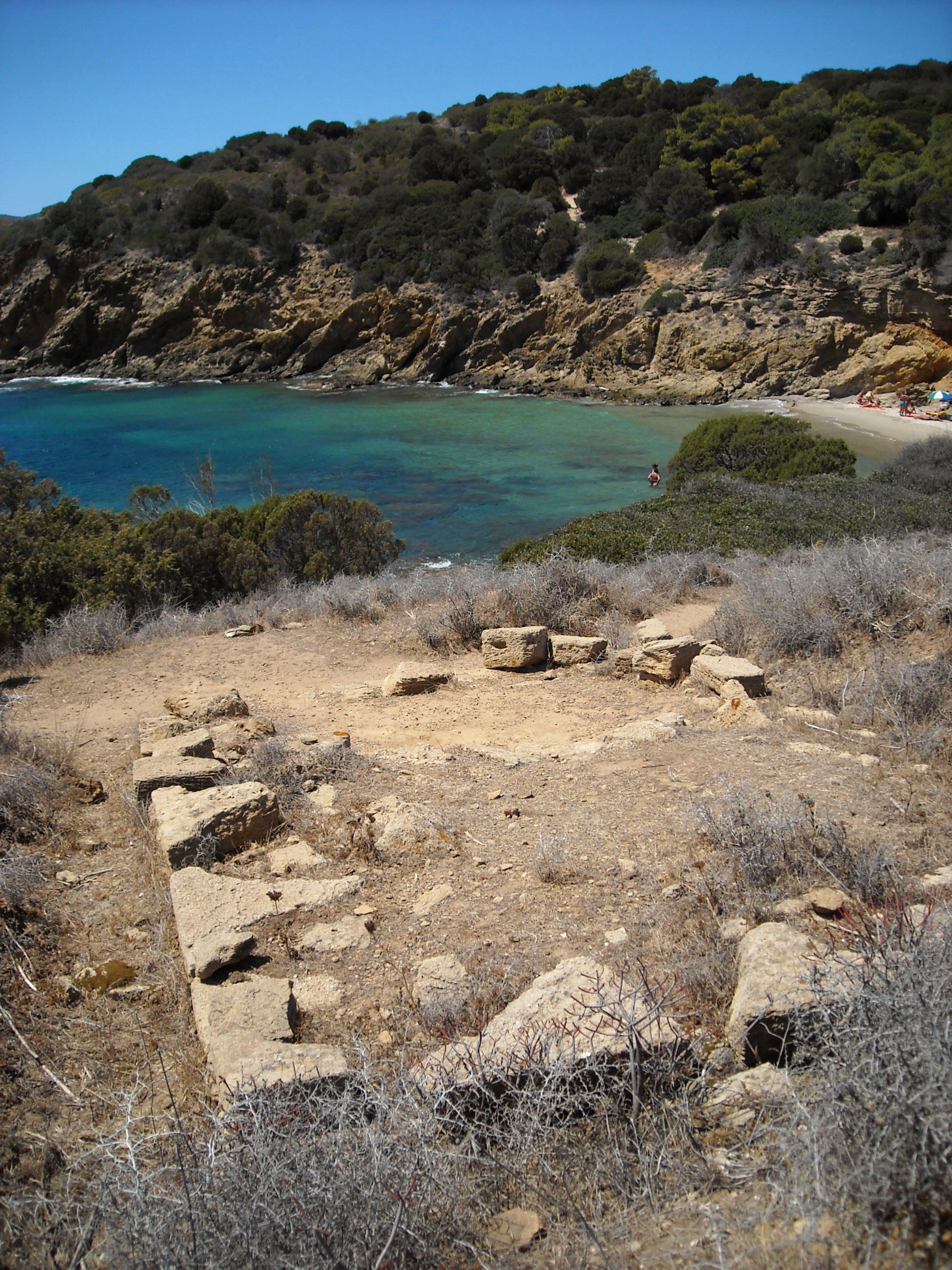
Ruines de la cité punique de Bithia

Non loin, près de Cagliari aussi, une partie importante de l'ancienne cité punique de Nora, sur la petite péninsule de Capo di Pula, est située sous la mer. C'est aussi le cas de la cité de Bithia, située près de l'étang de Chia. La partie dégagée des ruines de la cité punique de Nora est ouverte à la visite. Le théâtre romain est fréquemment utilisé comme lieu de concerts estivaux.
En 2013, une synthèse de données archéologiques, provenant de fouilles anciennes ou récentes, a permis de mieux comprendre les rapports entre zones urbaines et rurales entourant les sites phénico-puniques, et leurs réseaux d’échanges, en Sardaigne entre le IVe et le Ier siècle av. J.-C.. Elle a permis en particulier de mettre en garde « contre la trop grande focalisation sur les élites », en comparant les résultats pour la Sicile et l’Andalousie.

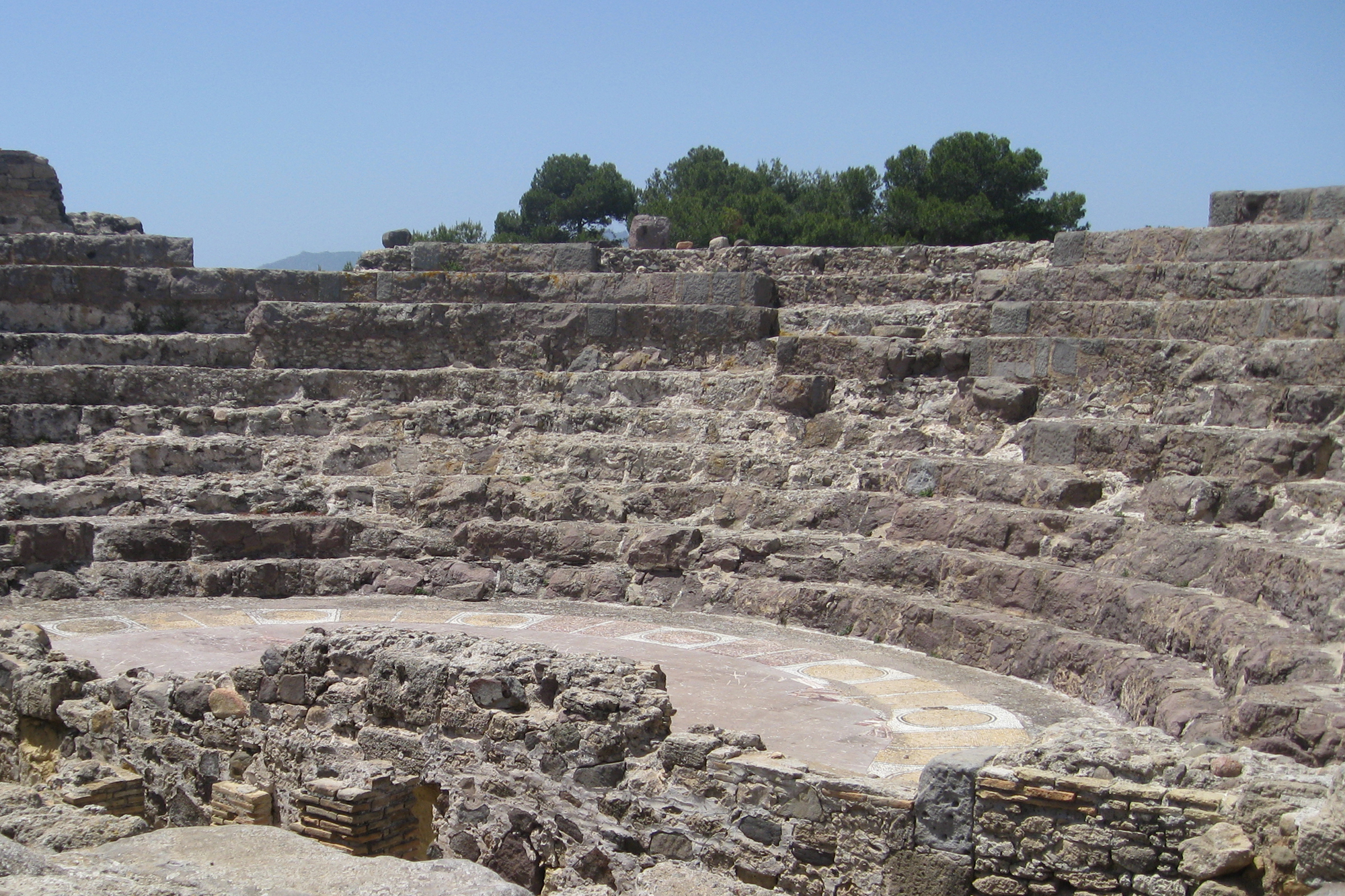
Théâtre de la cité punique de Nora

Fondé par les Phéniciens aux IXe – VIIIe siècles av. J.-C. sous forme de place de commerce importante, avec deux ports protégés, un sur chaque côté de la péninsule, la cité est devenue carthaginoise, puis romaine après. Les archéologues y ont trouvé la stèle de Nora, plus ancien document écrit européen. Ce n'est qu'en 1830 que la pierre fut transportée au musée de Cagliari. D'autres zones archéologiques de grande importance sont situées à Tharros (Cabras), Monte Sirai (Carbonia), Solky (Sant’Antioco), Karalis (Cagliari), Bithya (Domusdemaria), il Tempio di Antas (Fluminimaggiore), Capo Carbonara (Villasimius), Pani Loriga (Santadi), Monte Luna (Senorbì), Carbonia (Monte Sirai), Othoca (Santa Giusta), Neapolis (Guspini), Inosim (Carloforte), Olbia et Alghero.

## Vins, centenaires et slow food
La gastronomie sarde, « celle d’un peuple de bergers et de pêcheurs, riche de saveurs », composée de plats « nombreux et généreux », peut se découvrir via « un arrêt chez un agriculteur », où goûter l'huile, le pecorino, célèbre fromage de brebis, l'artichaut, le miel, le chardon et le châtaignier, les charcuterie, gâteaux ou pain carasau (appelé aussi « papier à musique »).
Sur la côte, le poisson règne en maître, mais cède ailleurs la place aux viandes de porc et de mouton. Le plus populaire des desserts est le Seada, beignet de fromage frais servi chaud, parfumé à l’écorce d’orange et recouvert de miel.
L'alimentation sarde est réputée avoir contribué à une des longévités les plus élevées au Monde: cinq fois plus de centenaires que la moyenne européenne et 20% des habitants de la Barbagia a plus de 90 ans, dont de nombreux bergers de la province de Nuoro, coeur de la transhumance en Sardaigne, qui fait l'objet de circuits de randonnée en Sardaigne.

### Le musée des trente centenaires de Seulo

Diagramme de Venn, comparant trois zones bleues de centenaires : Loma Linda (États-Unis), Sardaigne (Italie) et Okinawa (Japon).

Le musée des centenaires de Seulo affiche les portraits de sa trentaine d'habitants sur 900 de plus de 100 ans,, un record mondial. L'île en a 2500, en moyenne trois fois plus que l'Italie .
Pour Giovanni Pes, l'un des médecins qui l'a étudié, c'est en partie lié au taux de dioxyde de carbone le plus bas d'Europe. Avec le démographe belge Michel Poulain, rencontré dans un colloque en 1999, il a approfondi l'étude de 1996 du professeur Luca Deiana et découvert en 2000, dans de nombreux villages de montagne de la province de Nuoro, la plus forte concentration au monde d’hommes centenaires et dessiné sur une carte à l'encre bleue la zone regroupant ces villages qu'ils appelèrent alors simplement la « zone bleue »,,. Les autres zones bleues sont aussi des bords de mer exposés au vent. Pour les Sardes, le lien social villageois spécifique à la Barbagia, avec un important soutien familial et peu de dépression, mais aussi l'alimentation, naturelle, locale et saisonnière, et l'ADN , s'ajoutent à ce facteur topographique, pour moins d'accidents vasculaire cérébraux, grâce à leurs globules rouges petits, et plus d'immunité, via leur nombre de globules blancs.
Selon Martin Juneau, de l’Institut de Cardiologie de Montréal, l'alimentation sarde pourrait « jouer un rôle important »: légumes cultivés à la maison (fèves, tomates, aubergines), céréales entières, fromage de brebis nourries à l’herbe et le cannonau, vin rouge local très riche en polyphénols, le Cannonau. Selon le professeur Luca Deiana, le « repas standard pour ces centenaires », verre de vin rouge et morceau de fromage de brebis ou de ricotta est leur remède contre le temps. À Perdasdefogu, une fratrie de neuf cumule 818 années.

### Vin, légume, fromage et vie au village
Le tourisme a contribué à faire découvrir les vins sardes, moins corsés que ceux de Sicile ou des Pouilles, plus fruités, avec un léger goût de maquis, notamment le Cannonau, à la saveur chaude et un léger arrière-goût de chocolat, qui en vieillissant rivalise avec certains Bordeaux, mais voyageait moins avant les années 1980. Le Cannonau représente 20% des surfaces vinicoles sardes, la moitié dans le Nuoro. Sa teneur peut atteindre jusqu'à 18 degrés. Comme dans d'autres îles méditteranéenne, l'ancienne présence de volcans, qui « font remonter à la surface » une minéralité favorable aux vins, a créé des sols plus fissurés ou poreux, facilitant le drainage des racines,, tandis que le climat adouci et l'insularité, forte d'attachement identitaire, « se traduit par de solides traditions d'une paysannerie viticole devenue plus rare ailleurs ».
Via le développement de l'agritourisme et de l'agriculture bio, la gastronomie sarde est par ailleurs adaptée au slow Food, ce mouvement international pour sensibiliser les citoyens à l'écogastronomie et à l'alterconsommation, fondé en Italie en 1986 par Carlo Petrini en réaction à l'émergence de la restauration rapide.
Plusieurs paysans ou vignerons sardes accueillent touristes et randonneurs et tiennent table d'hôtes, parfois en traçant des circuits de randonnée pédestre locale ou de balade à vélo, tendance favorisée par le grand nombre de « marchés et fêtes gastronomiques locales ». Dans certains restaurants, sardes l'ensemble de la cuisine répond du mouvement slow food, via les producteurs et produits locaux,, d'autant que le célèbre Pecorino sardo, fromage au lait de brebis, « est recensé par le mouvement slowfood ».
Un dérivé du Pecorino sardo, affiné très longtemps et vendu séparément par ses propres circuits, baptisé Casu Marzu, qui offre « la particularité d’être agrémentée d’asticots vivants » est cependant interdit dans l'Union européenne depuis 2005 en raison des risques de myiase entériqueet d'un article du Wall Street Journal , estimant qu'il « brûle la langue et peut affecter d’autres parties du corps humain »

## Climat et transport

### Voies rapides à travers l'île
Le climat sarde est très proche de celui de la Corse, mais contrairement à l'île française, le réseau routier en Sardaigne comprend des voies rapides à travers l'île, qui « permettent de se déplacer facilement » d'une région à l'autre.

### Les liaisons Sardaigne-Corse
En 1995, un projet de type Interreg, prévoit une liaison aérienne régulière entre les îles de Sardaigne et Corse, subventionnée pendant trois ans à titre expérimental, alors que l'accès en ferry est préféré par une nouvelle génération de touristes, et que les Sardes bénéficiaient traditionnellement, pour leurs voyages aériens vers le " continent " italien, d'une réduction de 30 %.
Le projet était porté par Mario Floris, ex-démocrate chrétien rallié à l'Union des Sardes, deux fois président de la Région autonome de Sardaigne soucieux d'éviter d'"asphyxiants" contrôles des fonctionnaires communautaires.
Le projet sera plus tard relancé par l'Europe en 2017-2019, puis  élargi à la Toscane et la Catalogne, toujours sous forme d'un « métro aérien »,.

## Les localités touristiques par régions

### Région de laBarbagia

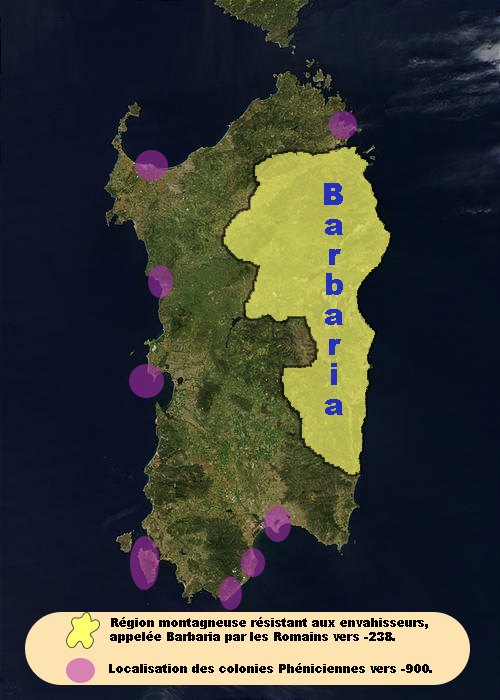
Région qui a résisté aux Phéniciens, aux Carthaginois et aux Romains

Les habitants de la Barbagia, région montagneuse historiquement moins soumise à l'Empire romain que la côte, étaient considérés comme barbares car résistant aux différentes vagues historiques d'envahisseurs: Phéniciens, Carthaginois, puis Romains. On y trouve le plus fort pourcentage de nom de lieux pré-romains, souvent proches du Basque.
La Barbagia est le théâtre des romans de Grazia Deledda, Prix Nobel de Littérature 1926.

#### Les sommets enneigés l'hiver
La Barbagia regroupe différentes régions historiques : les Barbagia de Belvì, de Bitti, la plus au Nord, de Nuoro , d'Ollolai  et de Seulo, la plus au Sud. Le territoire du Mandrolisai, situé à l'Ouest du massif montagneux du Gennargentu, en fait aussi partie. C'est la patrie du patriote italien Antonio Gramsci (1891-1937). L'hiver, il neige sur la partie la plus haute du Gennargentu, et l'on skie sur les massifs du Gennargentu et du Supramonte, les plus élevés de l'île. La forêt primaire de chênes et les pâturages forment un tapis aux mille nuances de vert jusqu'aux vallées où scintillent des rivières. Des siècles d'isolement y ont « laissé un monde rural intact », où les ramasseurs d'olives ou récolteurs d'écorce de chêne-liège « cultivent traditions et art de vivre ».

#### Les fresques murales des villages perchés
Les villages perchés regroupent des maisons en granit autour d'étroites ruelles appelées "coortes". Les rues « parlent » à travers leurs peintures murales, qui racontent la vie, la culture et les revendications politiques. Les peintres locaux s'y expriment depuis plus d'un demi-siècle, sur un mode aussi humoristique que didactique, comme dans un « livre ouvert sur l'actualité locale et mondiale », avec des  peintures « à la Picasso, Miró ou De Chirico ».

Murale dédiée à la Prix Nobel de littérature 1926 Grazia Deledda et à Maria Carta, à Montresta, en Sardaigne

L'île compte plus d’un millier de peintures murales, dans plus de 70 villes ou villages. Ce « mouvement muraliste » a été relancé dans les années 1960, après la la révolte des bergers sardes de Pratobello, en 1969 dans le village d'Orgosolo, devenu sa capitale culturelle, en s'inspirant de l'artiste mexicain David Alfaro Siqueiros, par Pinuccio Sciola, issu de San Sperate, village agricole réputé pour sa production fruitière, à 20 km kilomètres au nord de Cagliari. À Orgosolo, une des fresques raconte le voyage en France d'une bande d'amis. Le village a organisé une fête à l’occasion des 40 ans de la "lutte de Pratobello", avec une assemblée populaire pour en témoigner et célébrer les cultures locales dans la Sardaigne actuelle. À Orgosolo, les "muraux" ornent la petite rue principale où les habitants, « très nombreux, se rassemblentpour prendre un café ou discuter »
Bandits à Orgosolo (1961), primé au Festival de Venise, avait été précédé en 1958 par un documentaire du même Vittorio De Seta sur les bergers (Pastori di Orgosolo).
À Fonni, les fresques murales reproduisent en trompe-l'œil des scènes de la vie quotidienne sarde. L'une d'elles dessine trois cavaliers au galop, dans la procession de la fête de saint Jean-Baptiste le 29 juin.

#### Le Parc national du Gennargentu
En 1998 fut fondé le Parc national du Gennargentu, pour protéger les mouflons, cerfs sardes, sangliers, renards, chats forestiers, aigles royaux, vautour fauve, et épervier ou phoques moines, dont la petite colonie a été réduite à deux rescapés. Il a été signalé à trois reprises en Sardaigne depuis 2007, et aperçu aussi à Cala Sisine, plage principale du golfe d’Orosei, dans la partie qui en 1987 fut déclarée « zone protégée pour la sauvegarde duphoque moine ».
C'est l'un des neuf parcs naturels sardes, dont trois nationaux et six régionaux . Il est connu pour des sites archéologiques comme la grotte de Corbeddu (it), nommée en souvenir du bandit sarde Giovanni Corbeddu Salis mais surtout pour ses montagnes sauvages et ses villages. À cheval entre les provinces de Nuoro et de l'Ogliastra, le massif du Gennargentu culmine à la Punta La Marmora, plus haute montagne de l'île (1 834 mètres) et au Bruncu Spina, qui dépasse aussi 1 800 mètres. Trois hôtels y sont « nichés dans des écrins sauvages ».

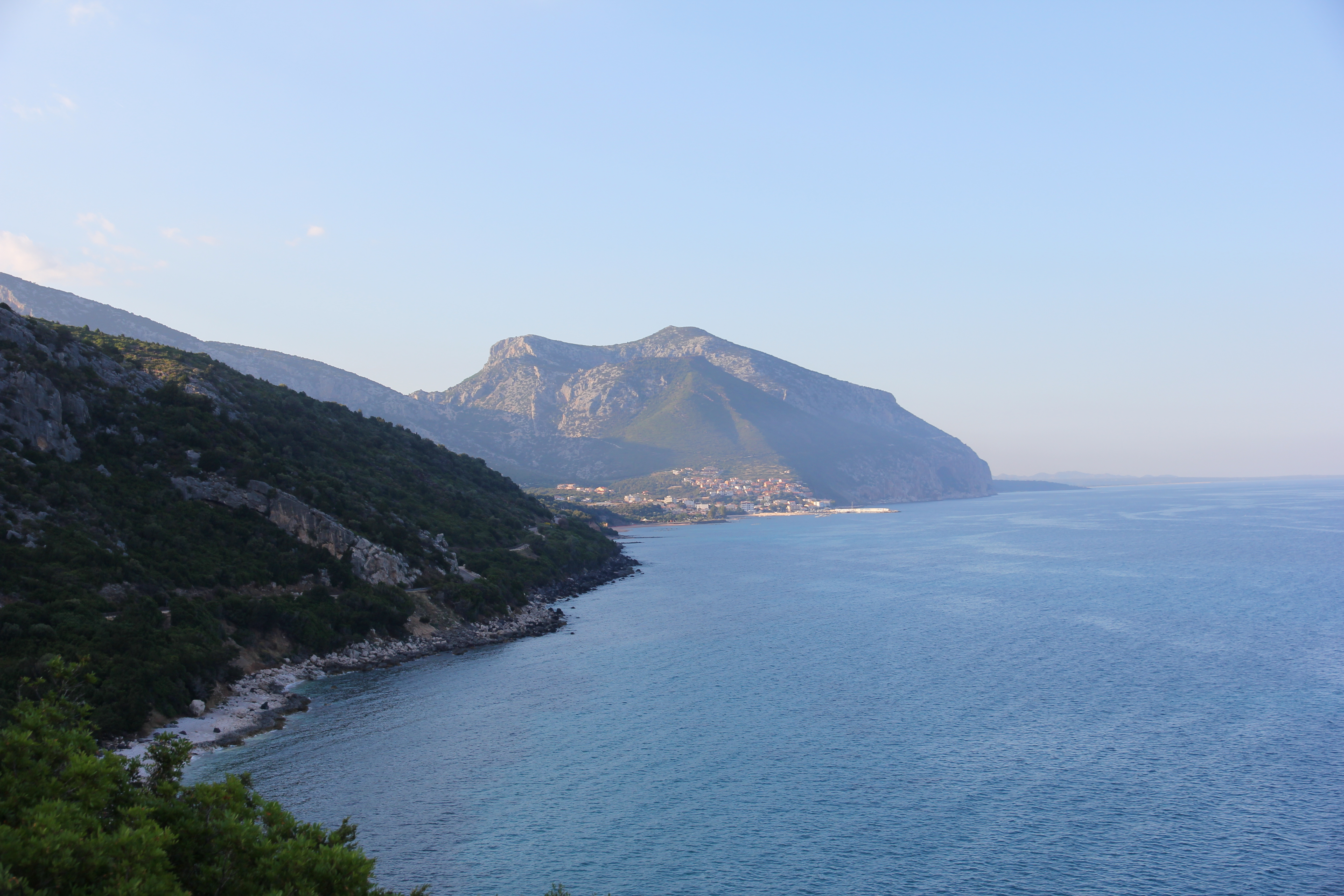
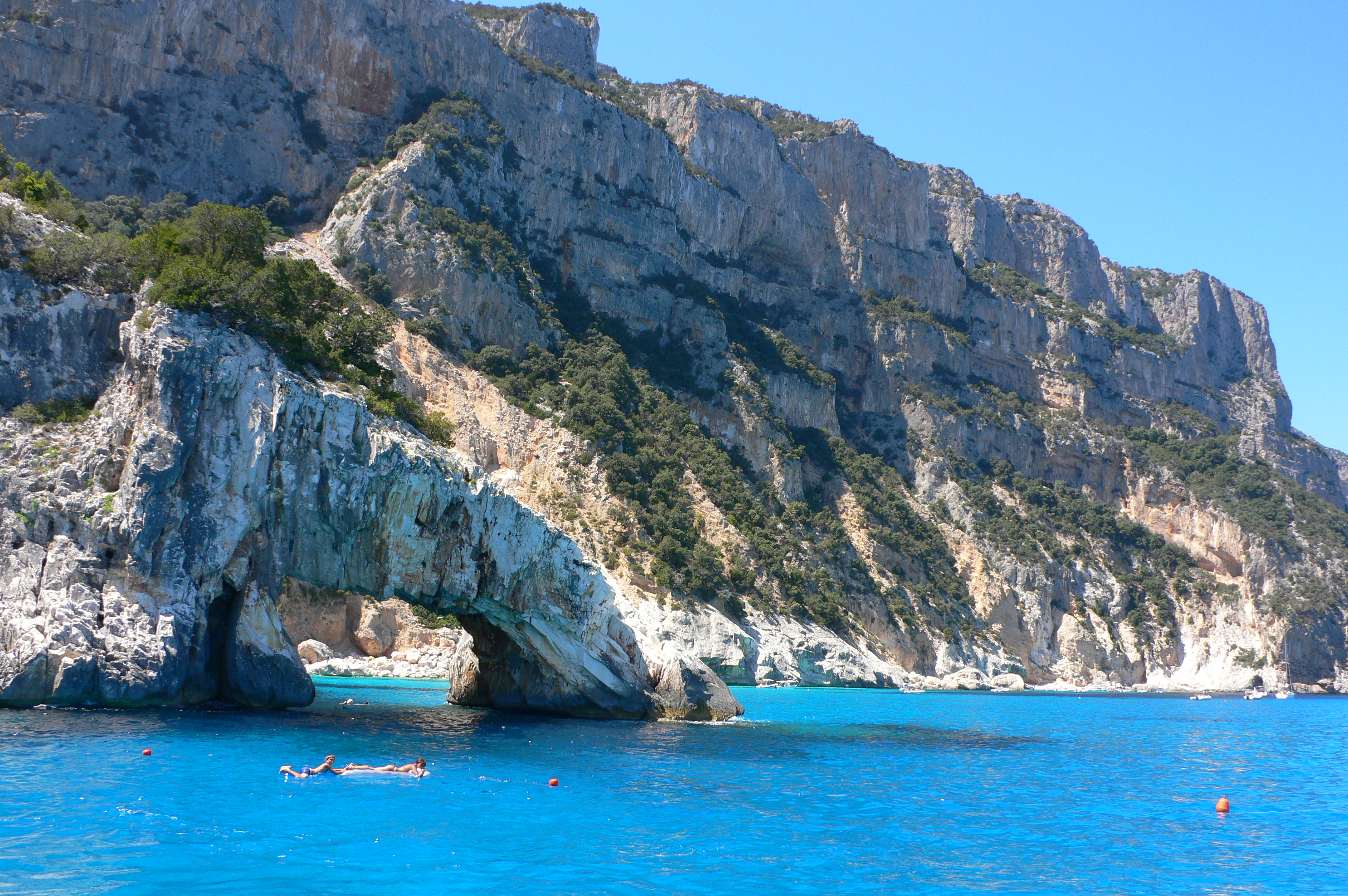
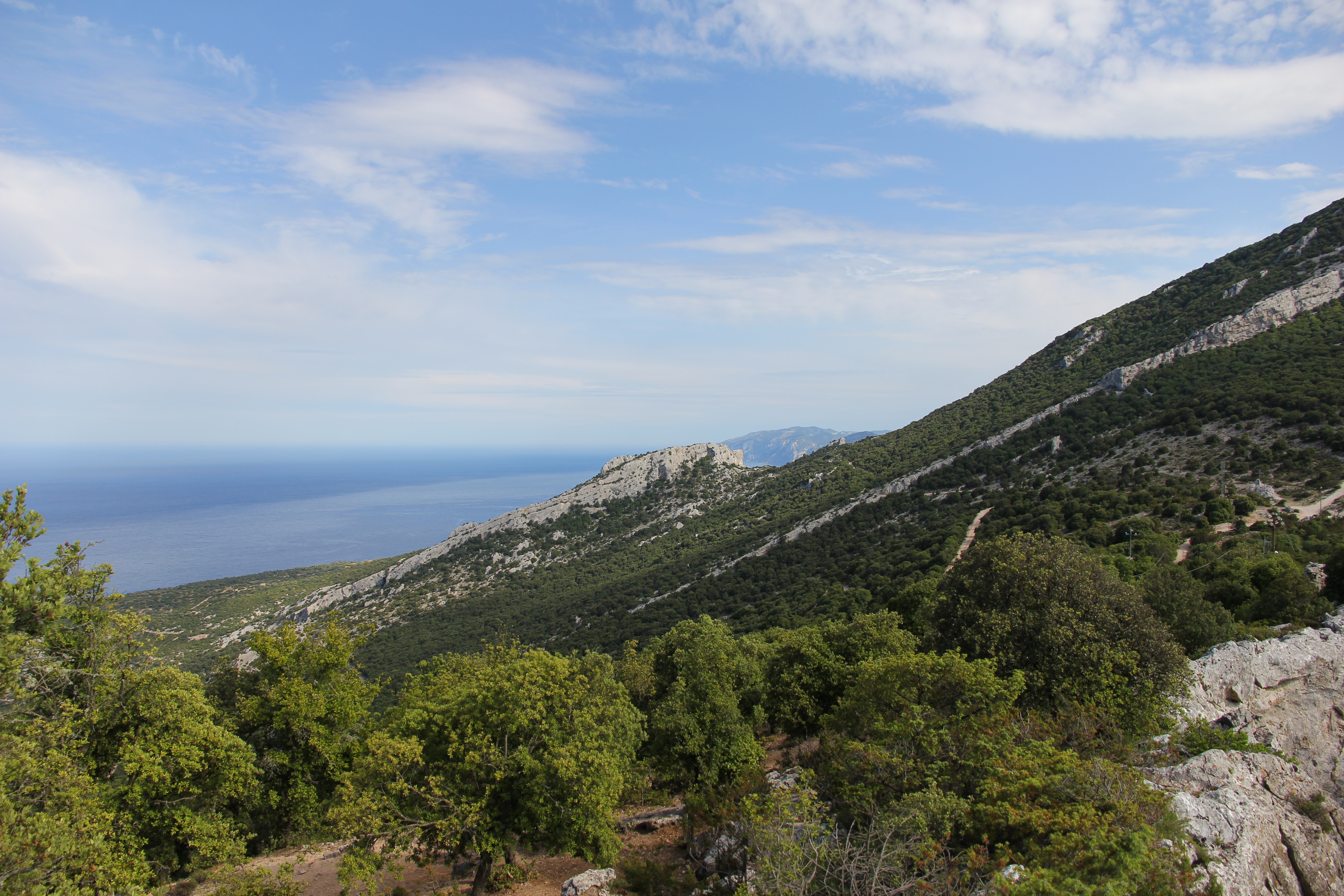

#### L'Ogliastra, plages, maquis et bergers
L'Ogliastra, qui réunit mer et montagne, a une nature qui ressemble à celle de la Corse du Sud, recherchée à la fois pour ses plages de sable blanc et ses panoramas sauvages de coteaux de vignobles et chênes verts, ou de montagnes tombant dans la mer. C'est est le pays de l'olivier, de l'amandier, du noyer, du figuier et de la vigne. Dans son maquis se mêlent les parfums du myrte, de l’armoise, du ciste, du romarin, avec des incursions des vieux oliviers et des chênes-lièges. Au sommet des collines se cachent les nuraghes, forteresses vieille de près de 4 000 ans, dont une « classée par l'Unesco ».

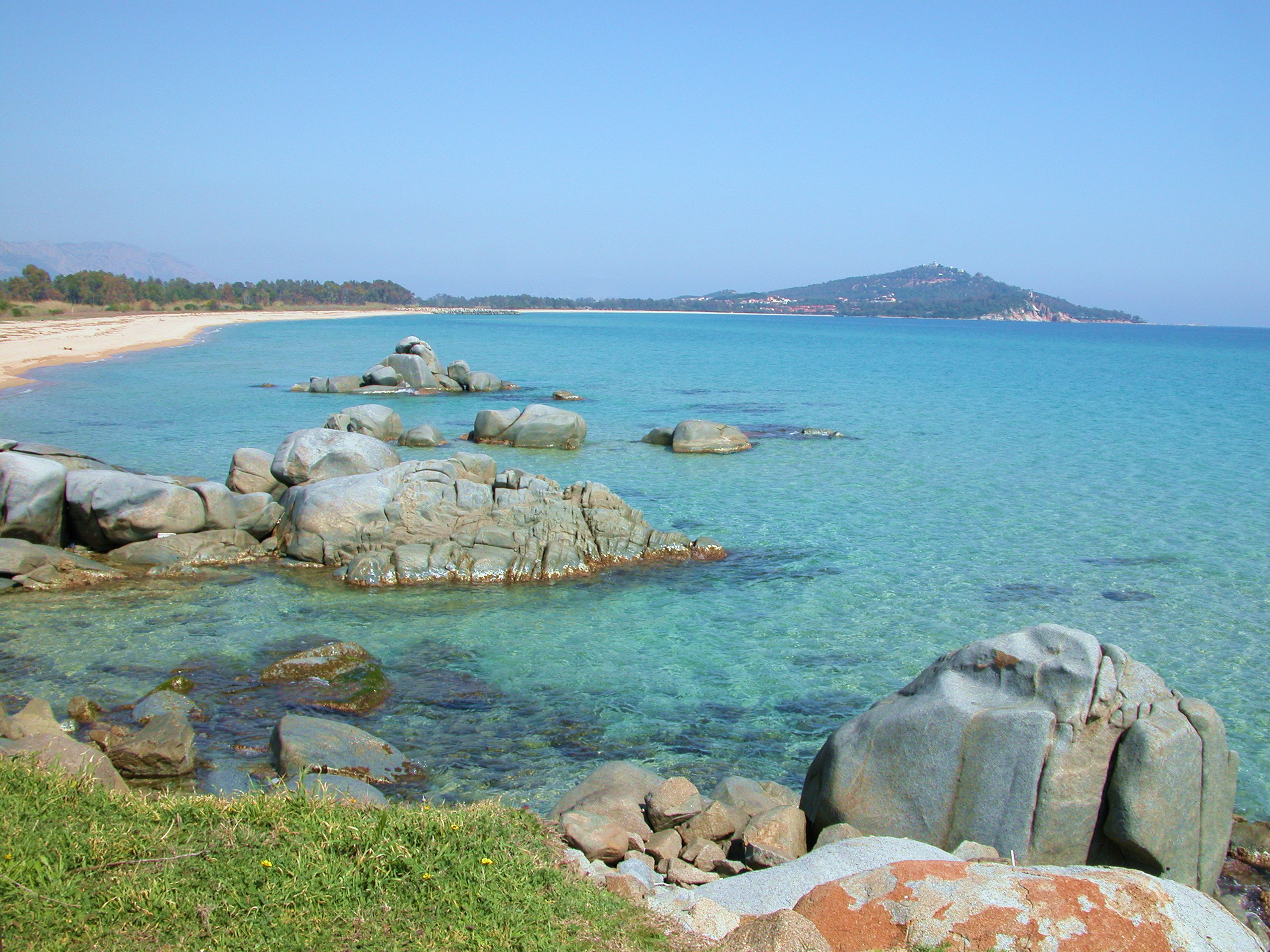
Lido di Orrì, près de Tortoli.

L'Ogliastra fut longtemps le domaine exclusif des bergers et des payans qui faisaient du charbon avec le bois des forêts, d'où l'existence d'un grand nombre de passerelles et escaliers en bois ou en fer pour leur faciliter le travail. Sa côte est « l'une des plus remarquables de la Méditerranée », avec ses plages, calanques et grottes marines isolées, comme la grotte du Bue Marino, « refuge pour le phoque moine ». La famille Palimodde y a fondé dans un hôtel de 70 chambres un « conservatoire des arts et traditions populaires locales » fréquenté par Madonna, Richard Gere ou la famille royale de Belgique
C'est aussi en Ogliastra qu'est apparu dans les années 2010 une passion pour la transhumance en Sardaigne, organisée avec les jeunes et nombreux bergers : avec 3,5 millions de têtes à la fin du XXe siècle, les moutons sont le cheptel le plus nombreux de l'île, d'où est tiré le célèbre Pecorino sardo, fromage de brebis.
Les bergers ont « créé un art de vivre propre », avec « une gastronomie et un artisanat foisonnant », mais aussi « une culture artistique et lyrique ». Pratiqué dans la Barbagia, la Baronia, haute Ogliastra et Santu Lussurgiu et le Logudoro, inscrit en 2005 au patrimoine mondial de l'UNESCO, le cantu a tenore est une des plus anciennes traditions musicales, dans la seule île en Méditerranée, avec la Corse, à pratiquer le chant polyphonique .
Septembre se dit en sarde cabudanni (ou caput anni, le début de l’année en latin). C'est le départ de la transhumance, ponctué de nombreuses fêtes. Dans des secteurs « prisés par les Italiens », le succès progressif de séjours en « immersion sarde » a pris la forme de « rando à dos d’âne, balade avec les bergers, fabrication artisanale de pâtes et fromages ». Encore nombreux, les bergers sardes restent combatifs et en 2010 une de leurs manifestation contre le bas prix du lait a  « dégénéré en guérilla urbaine » à Cagliari,  « faisant plusieurs blessés ».
Mamoiada, Oliena et Dorgali sont des villages vinicoles reconnus à l'échelle internationale pour le cannonau, dont le village montagnard de Jerzu est le grand producteur. Sa "Cantina Sociale", a fait de Jerzu la "ville du vin".

#### La province de Nuoro, les grottes de Tiscali et Bue Marino
L'activité karstique dans l'île a façonné des centaines de cavités, avec l'identification d'environ 1500 grottes.
La province de Nuoro occupe la partie centrale de la Sardaigne. Composé surtout de collines et de vieilles montagnes, son territoire conservé l'ambiance naturelle, riche en forêts, maquis méditerranéen, paysages sauvages et côtes peu peuplées. La ville éponyme est considérée comme la capitale de la Barbagia, à proximité du mont Ortobene, bordant une « eau cristalline, du sable fin, des roches tourmentées et des parois abruptes plongeant dans le bleu », avec « une végétation dense »

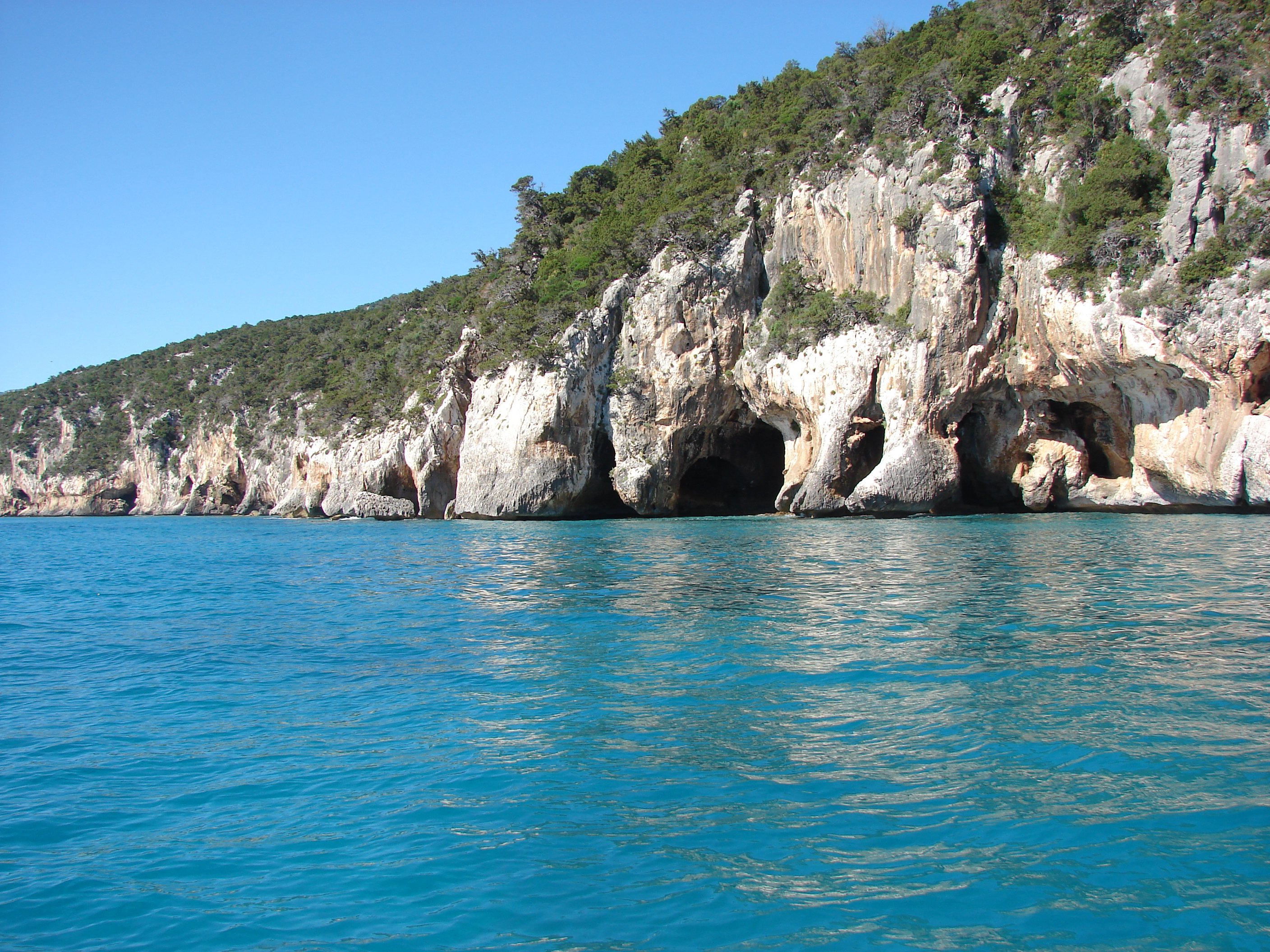
Les grottes du Bue Marino vues depuis la mer.

Sur le littoral, les Grottes du Bue Marino s'étend sud environ 15 km. La branche sud, longue de 900 m, est ouverte au public avec une grande galerie de stalactites et stalagmites qui se reflètent dans les eaux limpides d'un lac souterrain salé d'un kilomètre carré, avec des puits de lumière naturelle, avec des gravures du néolithique sur les parois, formant des effets chromatiques aux nuances multiples. La plage où le phoque moine se reproduisait est alimentée par des rivières souterraines, dont l'eau douce se mélange avec l'eau de mer.
En tout, le complexe karstique de Codula di Ilune représente (76 km), la plus longue grotte italienne, d'un grand intérêt biospéléologique du fait de gravures rupestres accessibles, datant de la culture d'Ozieri qui révèlent une danse autour d'une sculpture considérée par les savants comme une représentation du disque solaire.

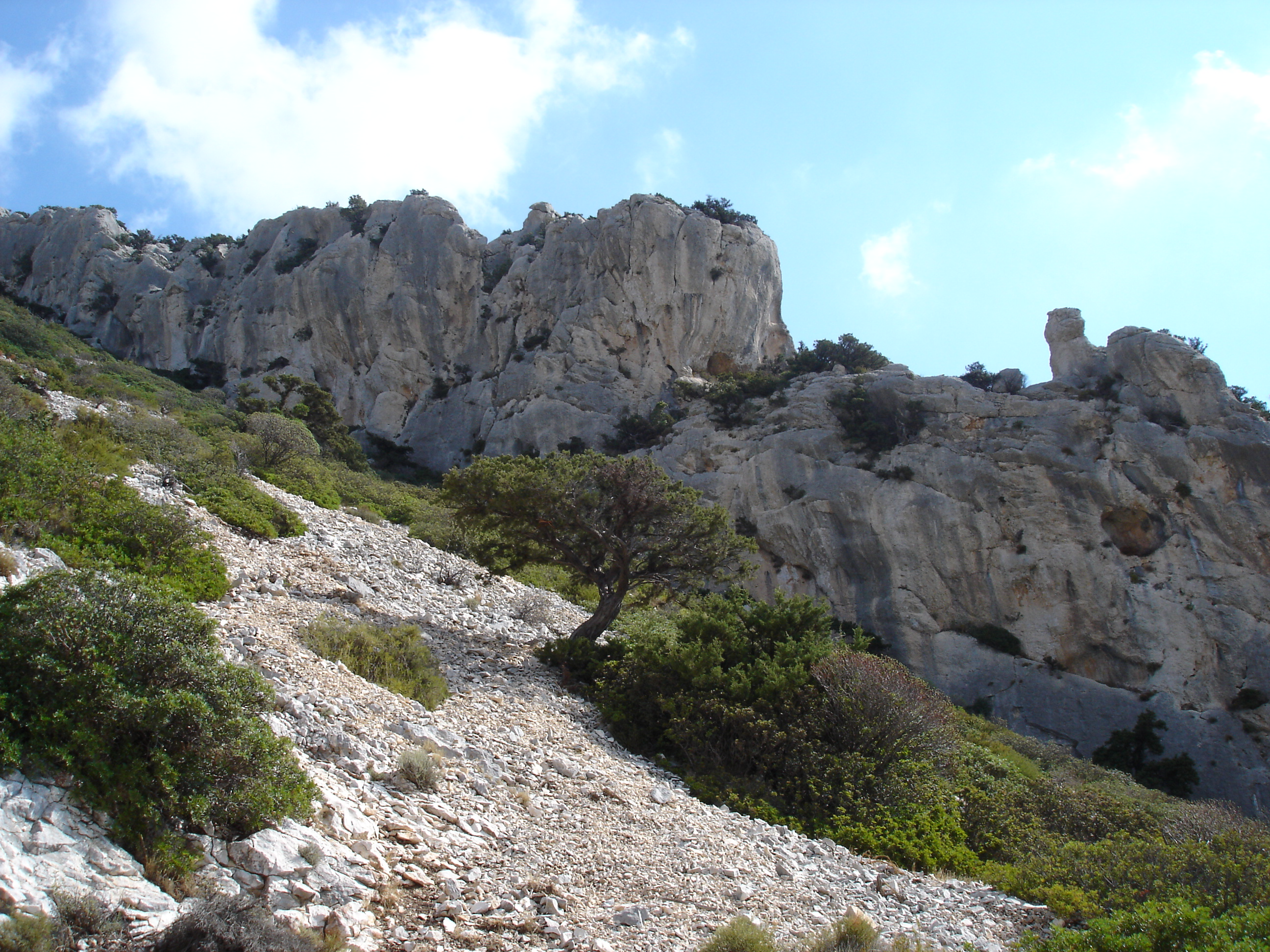
La grotte de Tiscali vue de l'extérieur

Site archéologique de la province de Nuoro, la grotte de Tiscali, située à Dorgali, à l'intérieur d'une doline, explorée par l'historien Ettore Pais dès 1910. La voute de cette ancienne et vaste grotte, colonisée par la végétation, s'est effondrée. On y visite les restes d'un village de pierres dont les La toiture étaient en matériaux végétaux, composé de deux groupes de huttes. Le premier d'environ quarante, aurait été occupé du XVe au VIIIe siècle av. J.-C., puis abandonné, avant d'être réoccupé à l'époque romaine. Le second est composé d'une trentaine de huttes. À l'intérieur de la doline, un bosquet d'arbres ultra-séculaire du maquis méditerranéen 'térébinthe, yeuse, filaire, lentisque, figuier, érable, frêne).

### Province de la Sardaigne du Sud
De belles plages sont assez fréquentées dans la province de Carbonia-Iglesias, près de la ville de Carloforte, seule commune de l'île San Pietro et port relié par ferries à la Sardaigne et à Calasetta sur l'île de Sant'Antioco ,. Sur cette île se parle un dialecte ligure, proche du génois, car la ville a été peuplée de Génois venant de Pegli qui ont été évacués de l'île de Tabarka, en Tunisie, où une colonie de peuplement génoise était installée. En mai la traditionnelle "Fête du thon" voit des troupes de théâtre, de danse, et des groupes de musiciens se répandre chaque soir pendant une semaine sur les places du petit port.
Au large de la côte nord de l'Île San Pietro se trouvent l'île Ratti et l'Île Piana. Sur la seconde, plus grande, une ancienne conserverie de thon, qui fut la plus importante de Sardaigne, est devenue un village résidentiel et touristique. L'île de Sant'Antioco, reliée à la terre ferme par un isthme artificiel, comporte de petites criques, nichées entre les falaises et uniquement accessibles à pied.

#### Le tourisme minier dans les villages en à-pic sur la mer
La Province de Sardaigne du Sud inclut Carbonia, chef-lieu de l'ancienne province de Carbonia-Iglesias et ses mines de charbon des années 1930 à 1960, qui ont marqué l'histoire de l'île.
Région historique du sud de la Sardaigne, le Sulcis-Iglesiente inclut aussi l'Archipel du Sulcis, connu pour nombre d'autres minéraux, comme le plomb et zinc, et l' argent depuis l'Antiquité, où les villes principales d'Iglesias et Carbonia ont été fondées à deux époques très différentes, respectivement en 1272 et 1938.

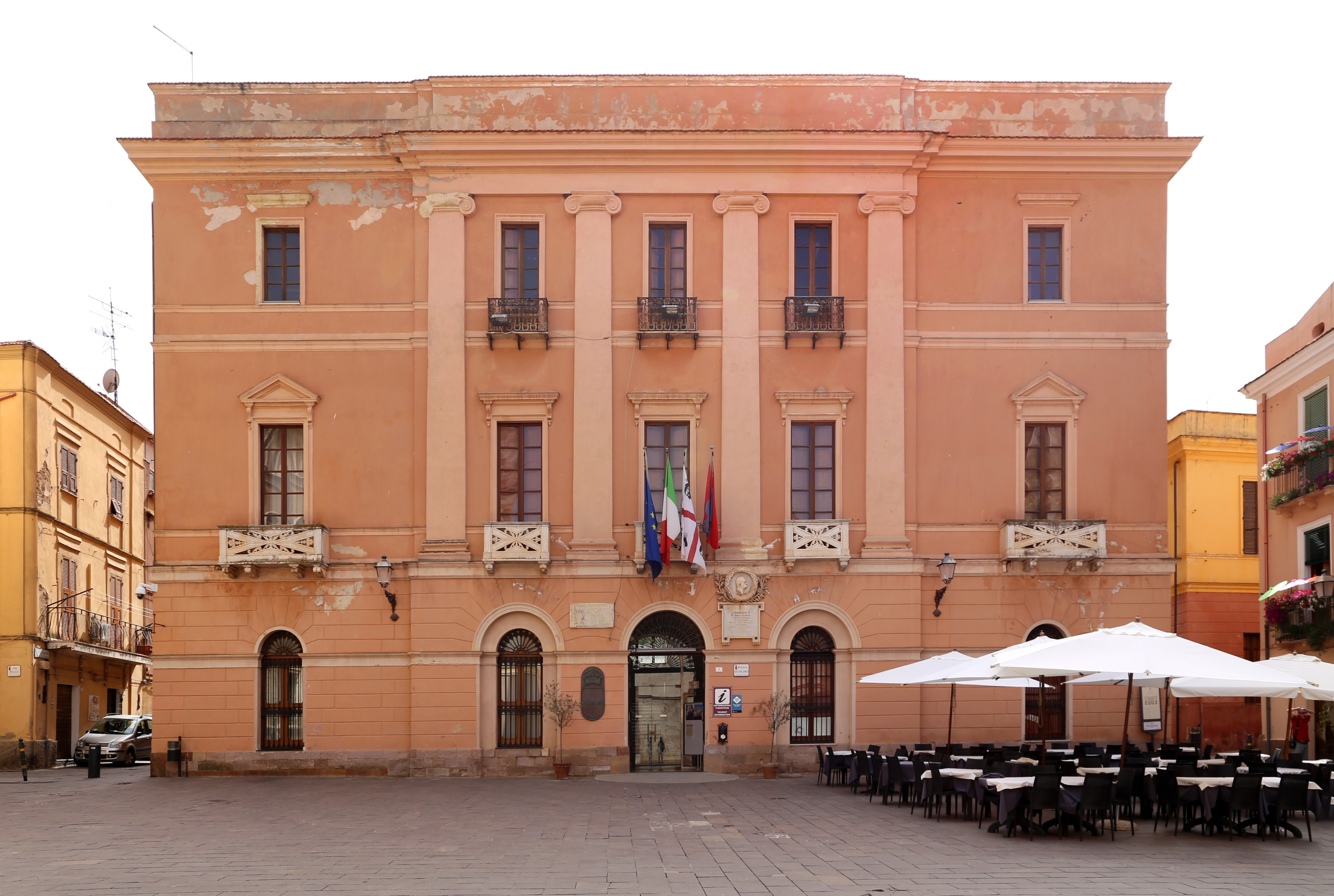
Mairie de la ville minière d'Iglesias.

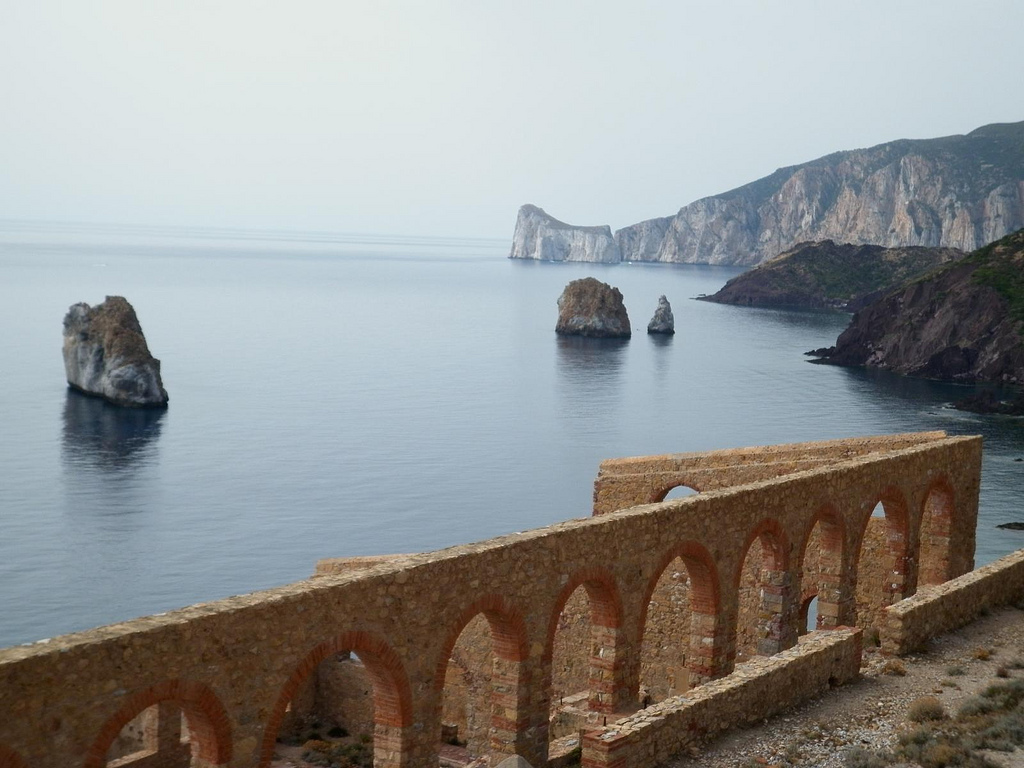
Masua, près du village minier de Nebida.

L'Histoire minière de Sardaigne s'intensifie dès l'époque romaine, mais s'emballa avant et après l'unification de l'Italie. Après que le peuple sarde se souleva à Nuoro en avril 1868 contre la vente des terres de l'État, l'ingénieur minier piémontais Quintino Sella, membre de commission parlementaire d'enquête, publia un rapport décapant sur les mines sardes en 1871 après un voyage de 18 jours, témoignant du triplement des effectifs et de la production en neuf ans, via un quintuplement des permis de prospections. Le rapport Sella encouragea la construction de 30 kilomètres de chemin de fer et 181 de routes, l’introduction de la dynamite facilita l’extraction, mais il constata aussi les démarches colonialistes venues du continent et les discriminations contre les mineurs sardes, en plaidant pour une école de chefs mineurs et fondeurs à Iglesias.

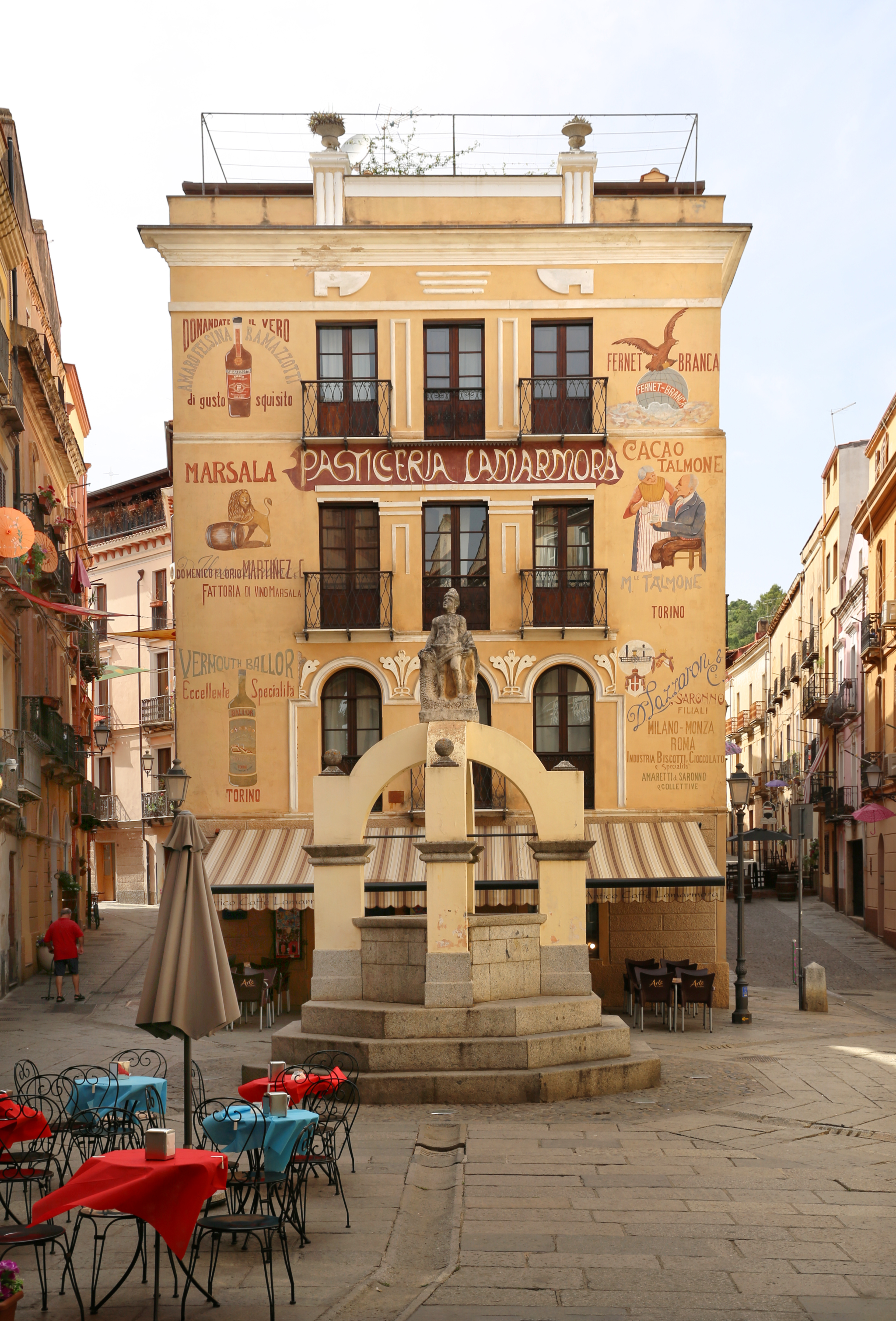
Pâtisserie La Marmora à Iglesias

Le siège du district minier fut alors transféré de Cagliari à Iglesias en 1872. Des villages entiers de mineurs, souvent situés près de la mer poussèrent comme des champignons. S'ensuivit aussi un cycle de l'argent: des 15 premières tonnes produites en 1871 au Mont Narba, on atteignit vite les 2 000 tonnes annuelles et de trois mines en 1871, on passa à dix en vingt ans. À Buggerru, où le plomb et de zinc est extrait depuis 1864 sur une pente forte qui se jette dans la mer, surplombant les eaux turquoise, un tunnel autrefois traversé par un train à vapeur, débouche directement sur le port . Le « massacre de Buggerru » a causé 4 morts, le 4 septembre 1904 lors d'une grève à la mine Malfidano. Deux compagnies de carabiniers, mobilisées après un vol de dynamite ont réprimé les manifestations après un jet de pierre.
La mine de Serbariu a compté plus de 11000 travailleurs et ne fut fermée qu'en 1971. Plus de 5 000 personnes travaillaient aussi à Ingurtosu, un village entre les dunes de sable, construit à la fin des années 1800,. Tout proches, Montevecchio et Arbus disposent de plusieurs sites relevant de l'archéologie industrielle inclus dans le "Parc géo-minier historique et environnemental de la Sardaigne", inscrit au Patrimoine mondial de l’Unesco.
De nombreux musées à la fois élaborés sur le plan scientifique et pédagogique ont capté un large public,. Une longue randonnée locale en plein air, aménagée le long de l’ancienne exploitation minière, est commentée par d’anciens mineurs reconvertis en guides touristiques du parc géologique.
La mine plomb-zincifère de Nebida, où travaillaient trois mille personnes, à environ 15 km d’Iglesias, sur un promontoire en altitude au-dessus de la mer, accessible par un sentier panoramique, est à trois kilomètres du petit village de Masua et de la mine de Porto Flavia, encastrés dans les falaises à pic sur la mer, en face l’île « Pan di Zucchero » (Pain de Sucre). La mine, ouverte dès la fin des années 1800 est accessible par la plage de sable blanc de Fontanamare.

#### LePetit Sahara sardesur la côte

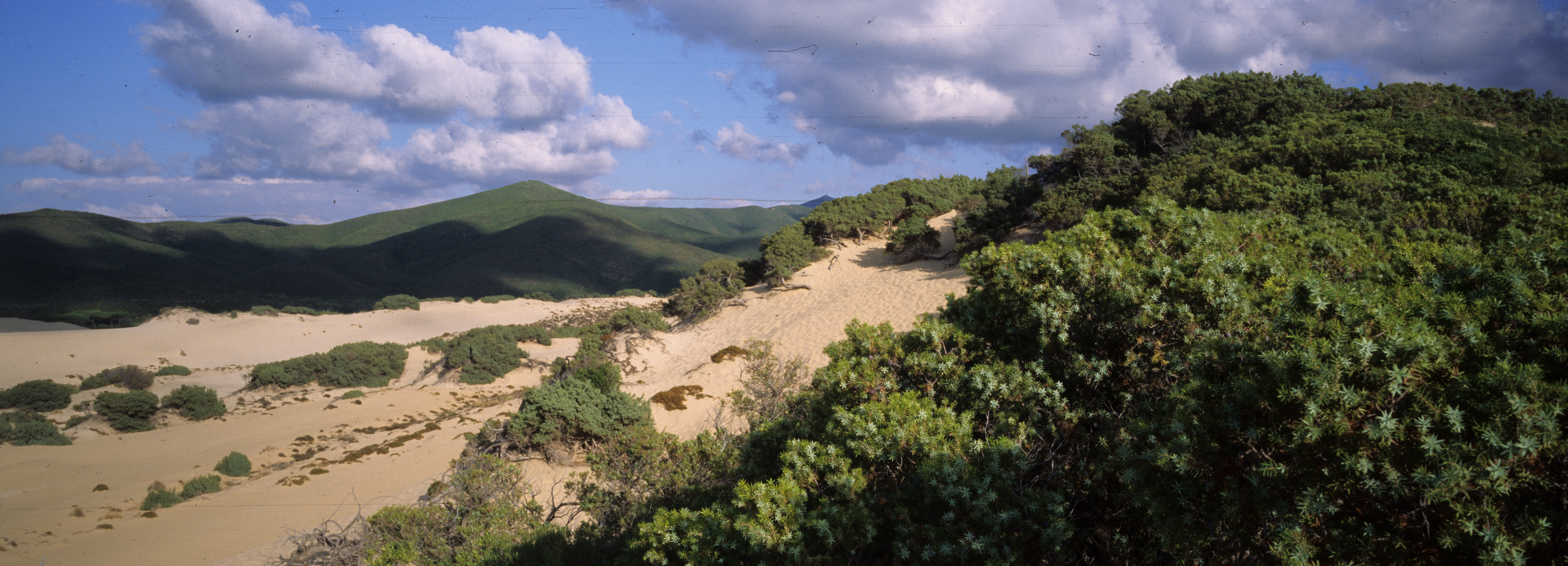
Dunes de Piscinas

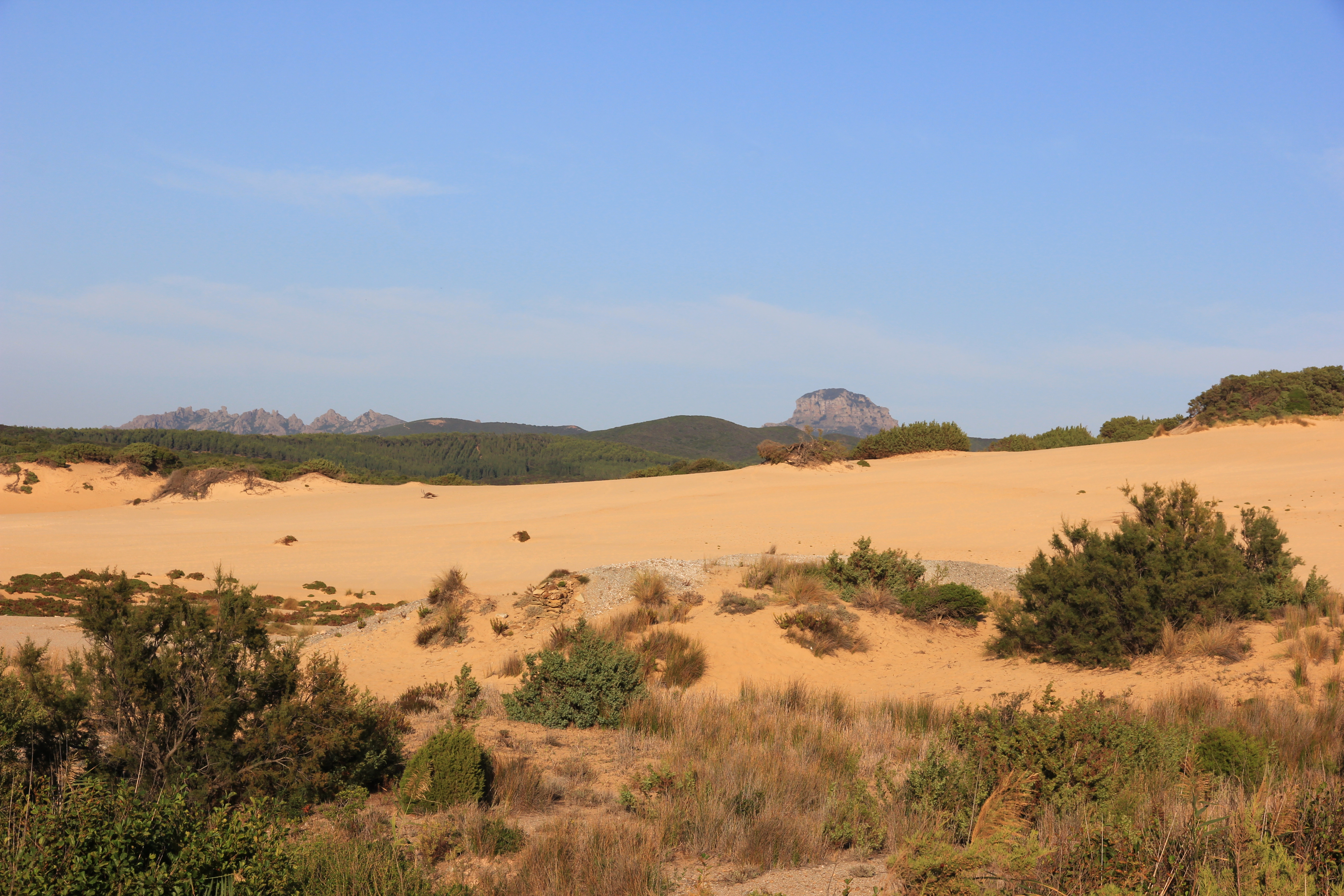
Dunes de Piscinas

Le massif de dunes côtières de Piscinas, façonné par les vents qui soufflent de la mer, s'étend sur environ 1,5 km2 et près de 2 kilomètres de long, sur l'axe d'une plage de sable blanc,, dans la municipalité d'Arbus. Habité par le cerf sarde (Cervus elaphus corsicanus), la tortue méditerranéenne (Testudo hermanni) et la tortue de mer (Caretta caretta), qui pond des œufs sur la plage, les dunes de sable sont tapissées par le genévrier, le lentisque (Pistacia lentiscus), etle genêt, l'euphorbe. Certaines atteignant une hauteur d'environ 100 mètres, elles sont parmi les plus hautes dunes vivantes d'Europe ,. Le cinéma s'y est arrêté plusieurs fois, notamment en 1978, L'Etalon Noir réalisé par Carroll Ballard et en 2008, Hero (histoire de Luigi delle Bicocche), du rappeur italien Caparezza.

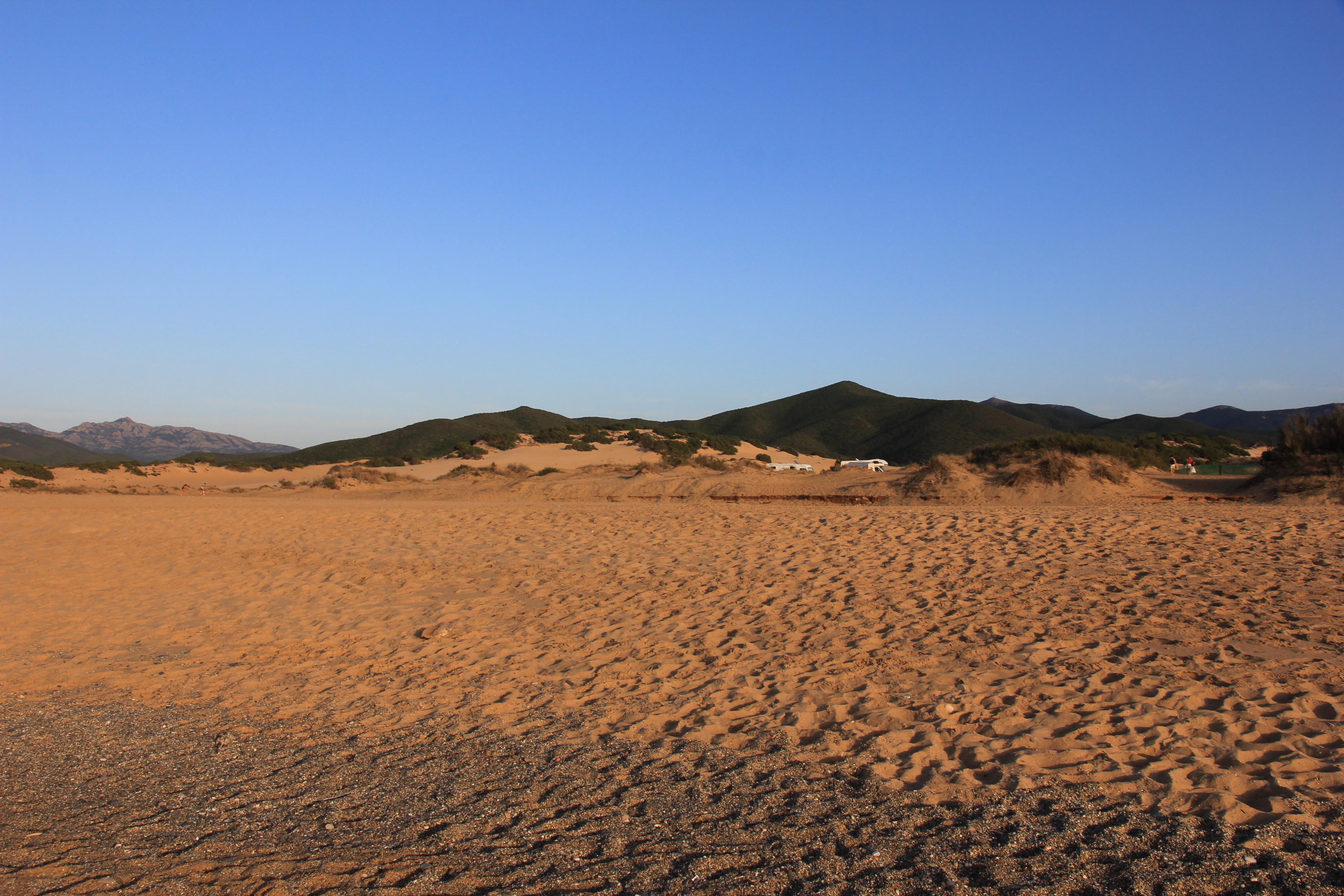
Dunes de Piscinas

Un seul bâtiment a été construit directement sur la plage de Piscinas, au milieu d'un désert de sable : un ex-entrepôt de minerais d'où argent, plomb et zinc étaient chargés sur les bateaux. L'exploitation des mines, terminée depuis 1991, a aussi laissé des villages fantômes sur ce littoral.

### Région Gallura et Baronìa
La Gallura est un territoire très étendu qui occupe toute la partie nord-orientale de la Sardaigne. Elle concentre une grande partie du tourisme de l'île, mais il y a aussi des zones complètement sauvages, comme le vaste territoire des Monts de Alà et de Buddusò, aisément accessibles car à une demi-heure de voiture de la côte. Elle est une région montagneuse, avec peu de zones plates (la plaine d'Olbia), dominée par les formes du granit polies et par l'obscurité verte de la garrigue.

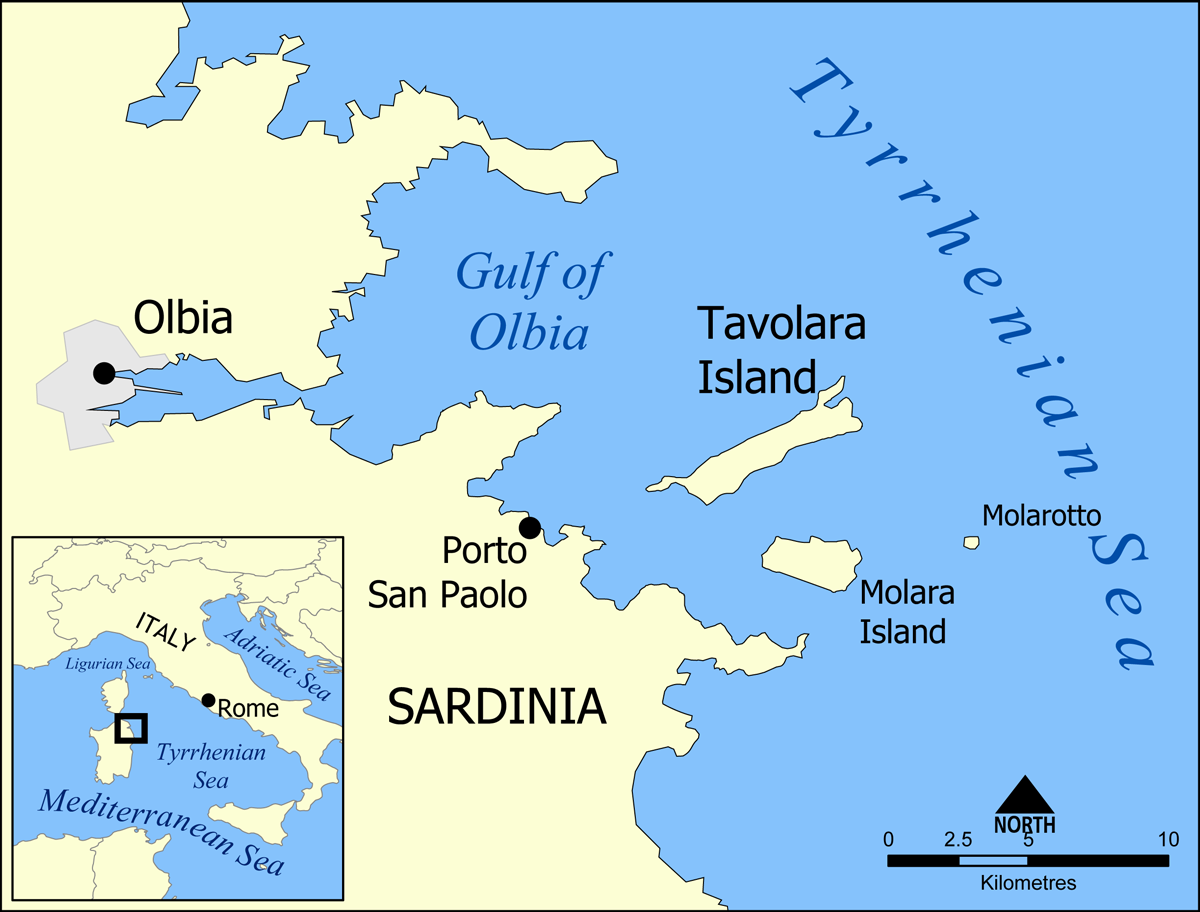
Localisation de Tavolara

Toutes les communes côtières sont des localités touristiques renommées alors que les communes de l'intérieur sont riches de témoignages de la civilisation nuragique, de dolmens, menhirs et des puits sacrés, ainsi que des bourgs caractéristiques et montagneux (comme Aggius) ou des environnements naturels prestigieux. À 10 km de la Corse, la « magnifique plage de Coticcio », est située sur l’île de Caprera, dans un archipel formé en partie de granits roses.
L'île de Tavolara, au sud-est du golfe d'Olbia dans la province de Sassari, est proche des îles de Molara et Molarotto. Connue pour la richesse et la diversité de sa faune et de sa flore, elle est longue de 6 km pour seulement 1 km de large, mais au relief très accidenté. À l'origine royaume d'une espèce de chèvres sauvages, puis habitée par une petite communauté alliant bergers et pêcheurs, l'île est devenue un "Royaume indépendant" au XIXe siècle sur décision du roi de Sardaigne après sa visite en 1836.
| Certaines des localités célèbres de la région. | |
| --- | --- |
| - Olbia - Tempio Pausania - Porto San Paolo - Tavolara - Punt'Aldìa - Costa Dorata - Cap Coda Cavallo - Cala Girgolu - Palau - Porto Raphael - San Teodoro - Golfo Aranci - Caprera - Arzachena - Budoni - Cala di Volpe - La Maddalena - Cala Ginepro - Cala Brandinchi - Cannigione - Vignola mare - Li Cossi - Cala di Volpe | - Porto Rotondo - San Pantaleo (Olbia) - Marina di Orosei - Valle della Luna - San Pantaleo - Aggius - Portobello di Gallura - Badesi - Trìnita d'Agultu - Bèrchida - Cala Ginepro - Santa Teresa Gallura - Dorgali - Cala Gonone - Luras - Palau - Caprera - Liscia Ruja - Razza di Juncu - Posada |

## Galerie d'images

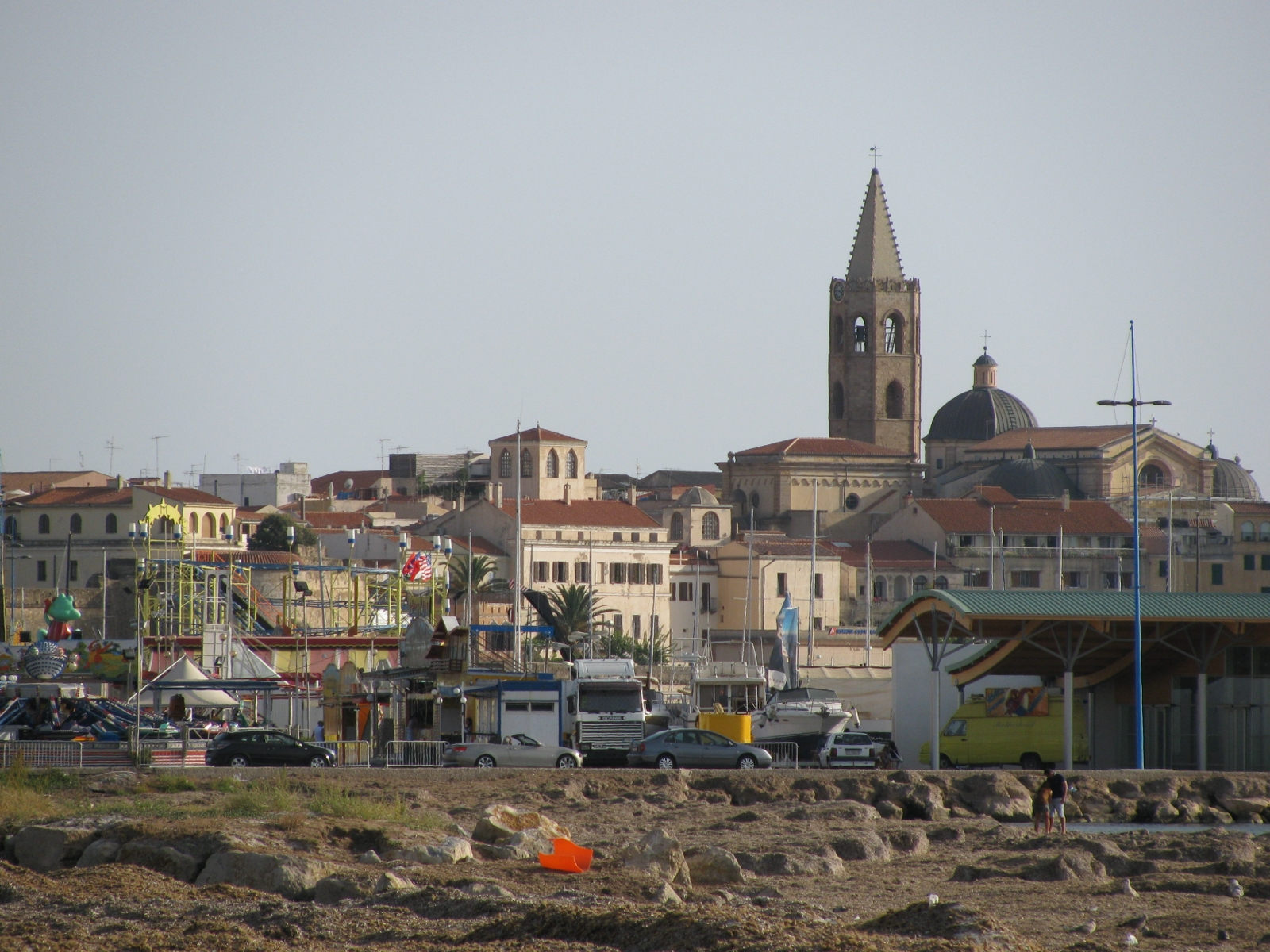
Alghero
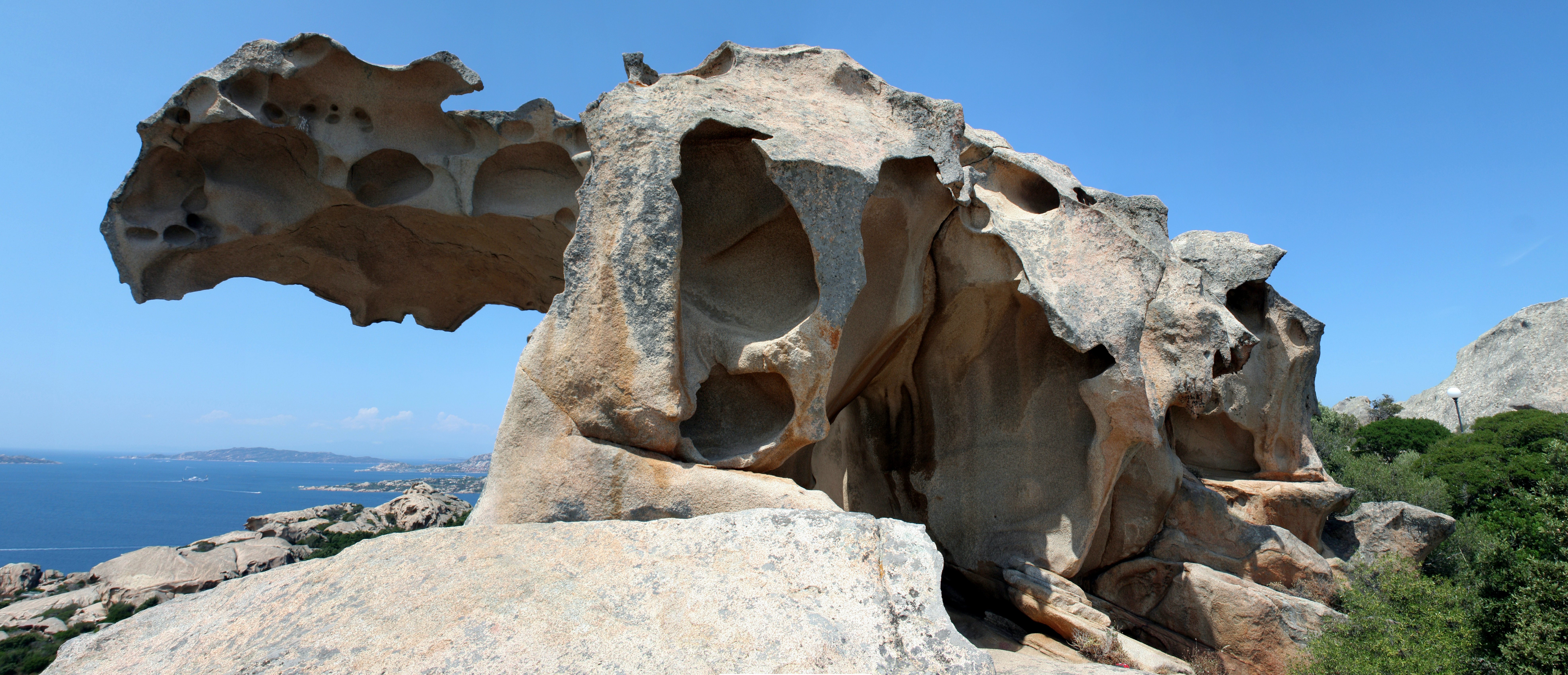
Palau - Capo d'Orso.
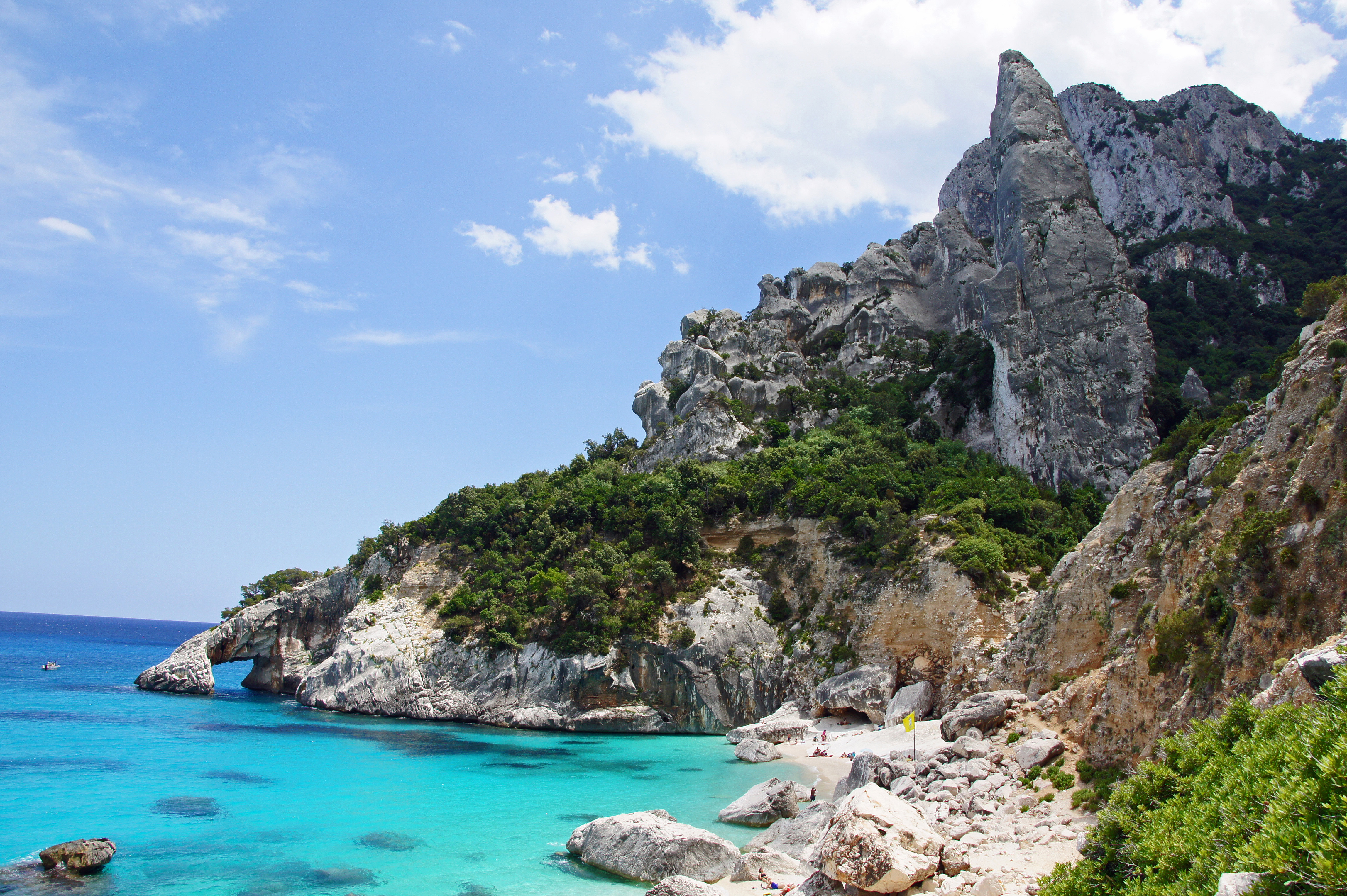
Cala Goloritzé
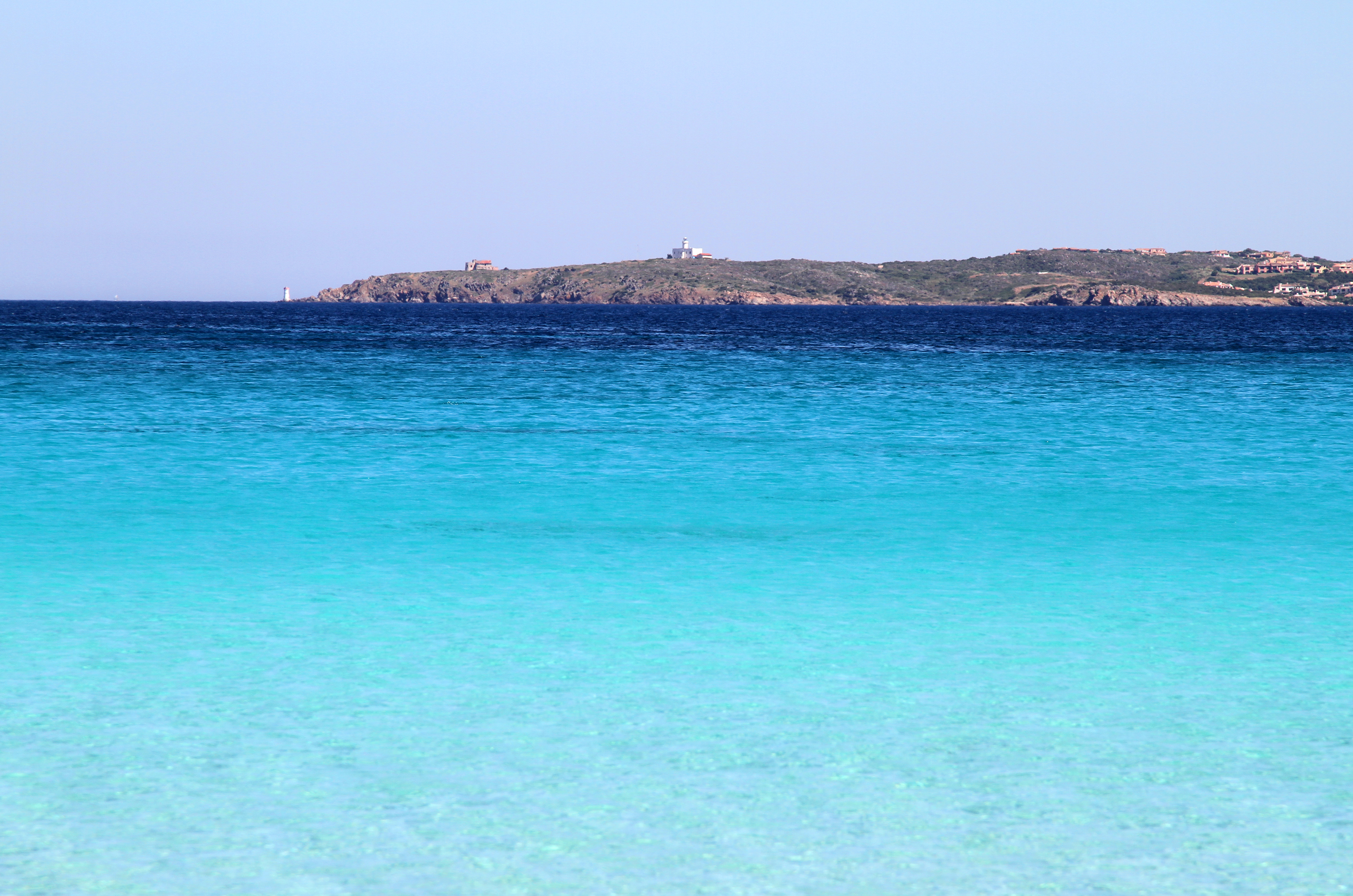
Plage de Caprera
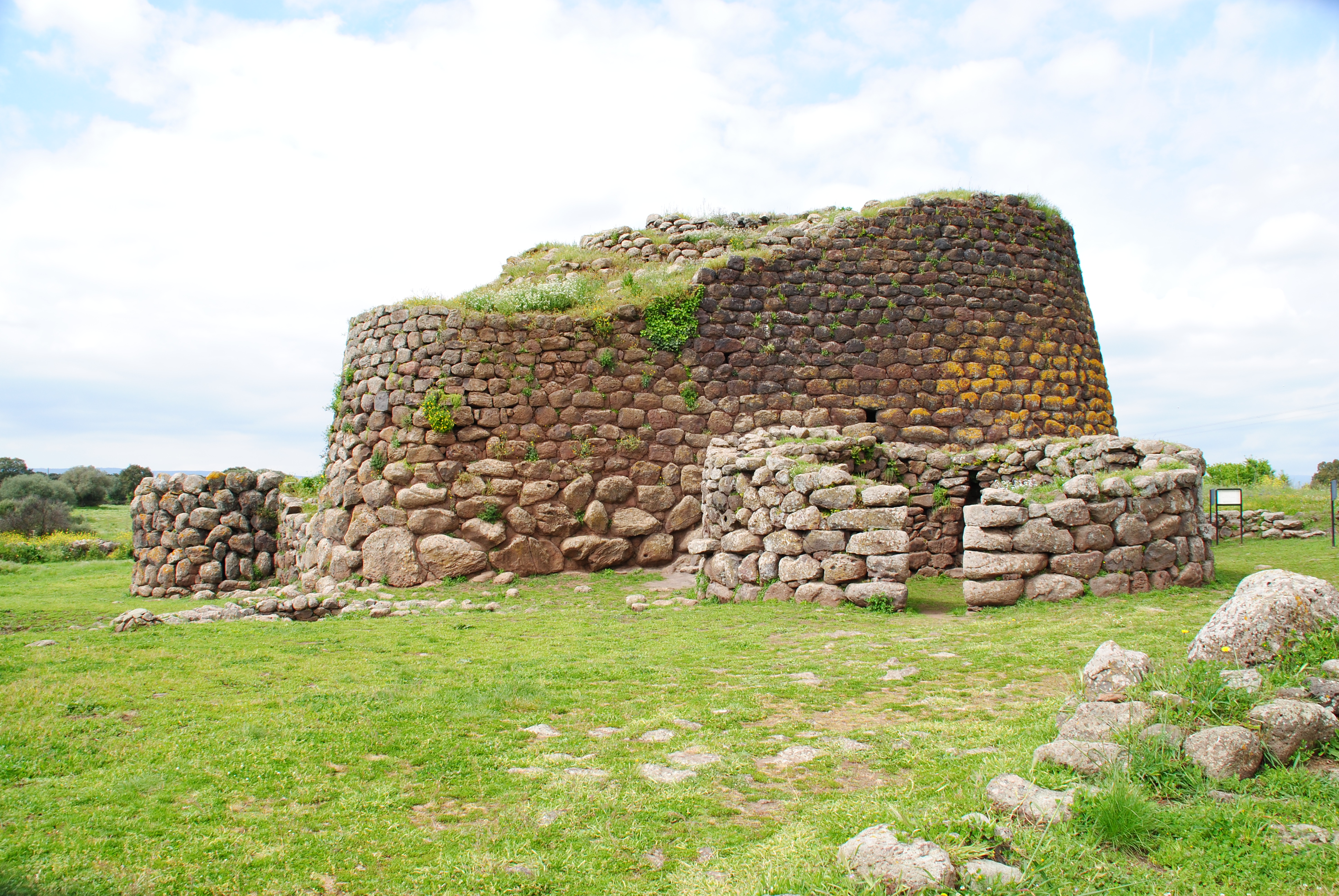
Nuraghe Losa
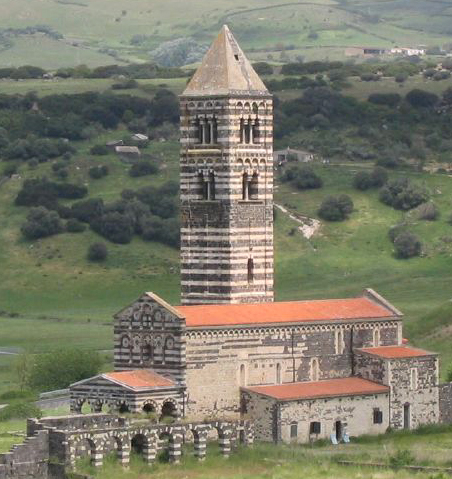
Basilique de Saccargia
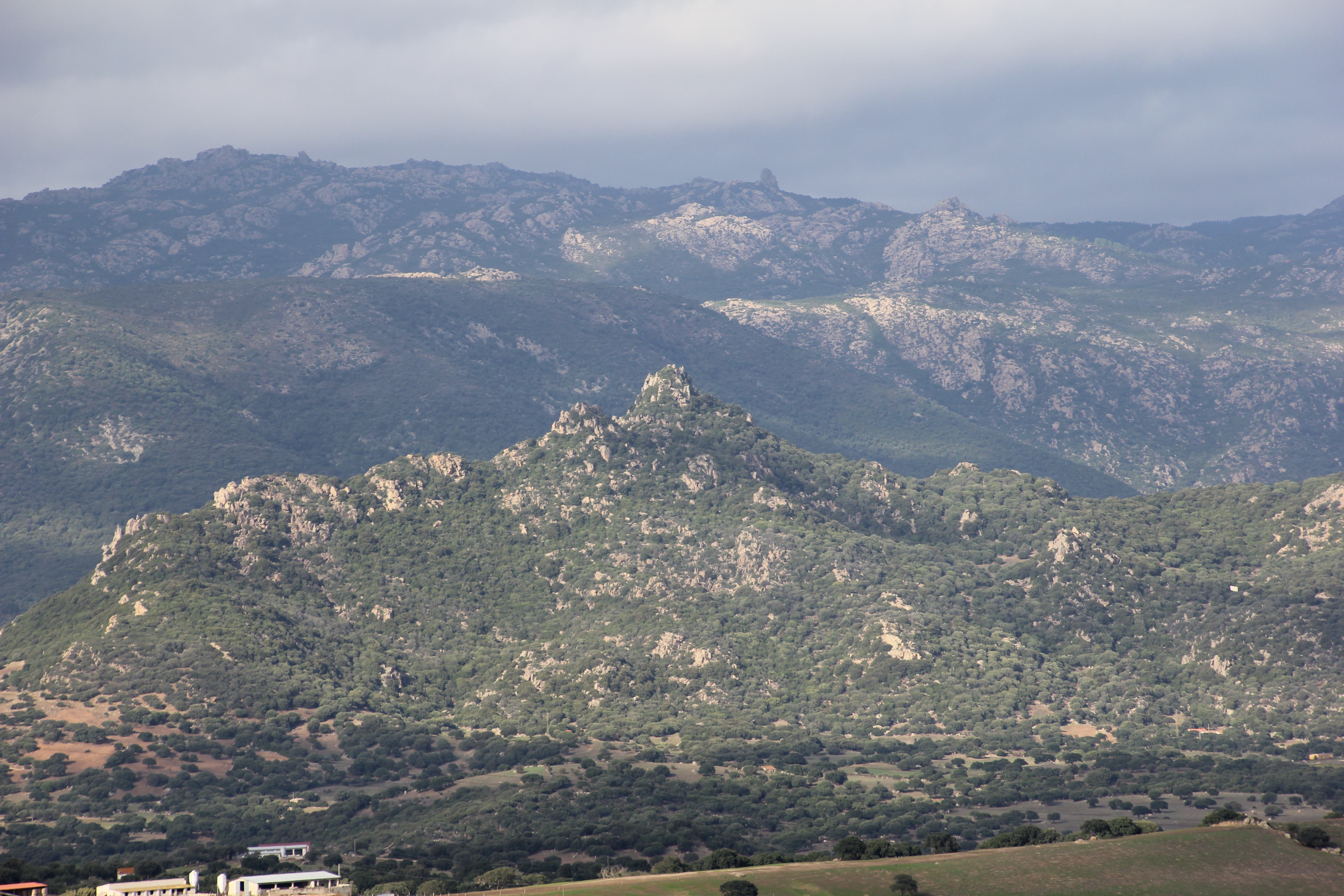
Le mont Acuto (premier plan) et en arrière le Limbara